# 外来種
外来種（がいらいしゅ）とは、人間の活動によって他の地域から存在していなかった地域へ持ち込まれて野生化（英語版）した生物のこと。
類義語に移入種、帰化種、侵入種、外来生物がある。英語では「introduced species」や「alien species」という。外来種による環境への影響は多様で、ほとんど影響がない外来種もあれば、環境に深刻な害を及ぼす外来種もいて、後者の外来種は侵略的外来種（Invasive species）と呼ばれる。生態系や経済に重大な影響を与える際には環境問題のひとつとして扱われる。
外来種に対し、従来からその地域で生息・生育するものは在来種と呼ばれる。

## 概要

### 背景
人類は15世紀中期の大航海時代以降、世界を自由に行き来するようになり、その過程で多種多様な生物を移動させてきた。こうした人間活動によって新たに分布を拡大させた生物に対し、イギリスの生態学者チャールズ・エルトン（Charles S. Elton）は1958年に著書『The Ecology of Invasions by Animals and Plants（侵略の生態学）』のなかで学問のテーマとして外来種問題を大きく取り上げた。
今や外来種は地球上のありとあらゆる環境に侵入している。ハワイでは生息している生物のうち外来種が25 %を占める。また、モーリシャス島では植物について在来種よりも外来種のほうが種類が多く、ロドリゲス島にいたっては在来種の約2.3倍もの種類の外来種が生息している。ニュージーランドでは在来の陸生哺乳類は2種しかおらず、一方で外来の陸生哺乳類は34種も定着している。アメリカ合衆国における外来種に関する経済費用（防除などの活動も含む）は1,370億USドルと算出されている。
日本に定着している外来種は2,000種を超えるといわれており、そのうち4分の3は植物が占める。17水系19河川で実施された植生調査では、確認された全植物種数のうちの13.6 %にのぼる280種の外来植物の分布が明らかとなった。
こうした外来種の拡大が進むにつれ、学術誌に発表された外来種に関する論文は1990年代後半以降に急増するようになった。現在では外来種の問題は環境問題のひとつとして認識されており、さまざまな取り組みや研究が世界中で行われている。

### 定義
外来種をより正確に定義すると、「人間活動の影響で入り込んだ生物」である。人為的、意図的に持ち込まれた生物でなくても、人間活動に随伴して流入した生物も含む。たとえば木材や船などに入り込んだり、付着したりして入り込んだ生物も外来種である。持ち込まれた時代や国境は関係がない。
外来種という用語の指す内容については、国や研究分野によってその定義が微妙に異なり、世界的に統一した見解はない。日本でも外来種のほかに移入種・帰化種といった言葉が混在して使われてきた。例えば行政においては、環境省は「移入種」を、国土交通省は「外来種」を用いてきた経緯があり、いずれも主に日本国外から移入されたものを対象としていた。植物学者は帰化種（とくに帰化植物）という用語を用いている。2000年代からは多くの分野で外来種と呼ぶのが一般的になってきている。
国際自然保護連合の定義では、外来種とは「過去あるいは現在の自然分布域外に導入された種、亜種、あるいはそれ以下の分類群を指し、生存し繁殖することができるあらゆる器官、配偶子、種子、卵、無性的繁殖子を含むもの」とされる。ここで用いられている導入（introduction）という言葉は、「意図しているかどうかは関係なく人為によって直接的・間接的に自然分布域外に移動させること」と定義されており、「移入」や「侵入」といった言葉で置き換えられることもある。そして、外来種が新たな分布域で継続的に子孫を残して生き続けることを定着（establishment）という。
外来種の中でも、移動先で分布拡大したときに、在来種の絶滅につながるおそれがあるなど、とりわけ生態系や人間の生活に大きな影響を及ぼすようなものを、とくに侵略的外来種（invasive alien species）といい、これらは侵入種と呼ばれることもある。（専門用語では、ニューサンス/Nuisance species）と呼ばれることもある。
「種」より下位の「亜種」または「変種」であっても外来種に含められるが、混乱を避けるため外来生物のような用語を用いる場合もある。
外来種という言葉はその語感から外国から持ち込まれた生物というイメージをもたれることが多いが、本来は外国に限定して適用される概念ではない。移入元が国外か、同一国内の他地域であるかによって、国外外来種・国内外来種と区別する。しかし、現実には「侵略的外来種」あるいは環境省が指定した特定外来生物とされている動植物は全て国外外来種であり、国内外来種が「侵略的外来種」や「特定外来生物」と見なされている種は一例も存在しない。
外来種はあくまで人間活動の影響で導入された生物のことであり、生物自らの能力によって移動してきたものは外来種に含まれない。よって、渡り鳥や迷鳥、回遊する水生生物などは問題視されない。
ただし、ガラパゴス諸島で、地球温暖化の影響で近海の藻類が減少したためにウミイグアナが陸上に進出し、リクイグアナと交雑して問題視されている様に、人間の活動による環境の変化によって生物の自発的な移動が起きて問題が生じた例もある。

### 特徴
外来種の定義を考慮すると、ペットや家畜、園芸植物などのほとんどの生物は広義の外来種であり、常に多種多様な外来種が世界中に導入されている。しかし、導入される外来種がすべて定着するわけではなく、実際に野外へ定着して分布を拡大させる生物（いわゆる侵略的外来種）の割合は10種に1種ともいわれている。したがって、多くの外来種は導入されても野生化することができず、野生化したとしても数世代の短い期間で消滅してしまう。
一方で、原産地ではあまり問題を起こさずおとなしかった生物が、侵入先で侵略性を発揮する事態も少なくない。一部の外来種が定着し、問題を引き起こすほど拡散する原因として、新たな侵入地域にはその外来種の特異的な天敵が存在しないがゆえに外来種の成長や繁殖が向上することが考えられており、天敵解放仮説と呼ばれている。また、それに関連して、天敵の不在により防御よりも成長などにエネルギーを投資するように進化する傾向が進むというEICA仮説も提唱されている。外来種の定着が別の外来種の侵入や影響を促進・悪化させる可能性も指摘されており、この現象は侵入溶解（invasional meltdown）と呼ばれる。
植物においては、高い種子生産性、耐陰性、耐寒性、アレロパシーといった特徴を有する種がとくに侵略的な外来種となりやすいとされている。

## 導入事例
一般的に外来種の導入は、人間がなんらかの目的をもって持ち込んだ意図的導入（intentional introduction）と偶発的に侵入してしまった非意図的導入（unintentional introduction）の2つに大きく区分される。

### 意図的導入

#### ペット・家畜

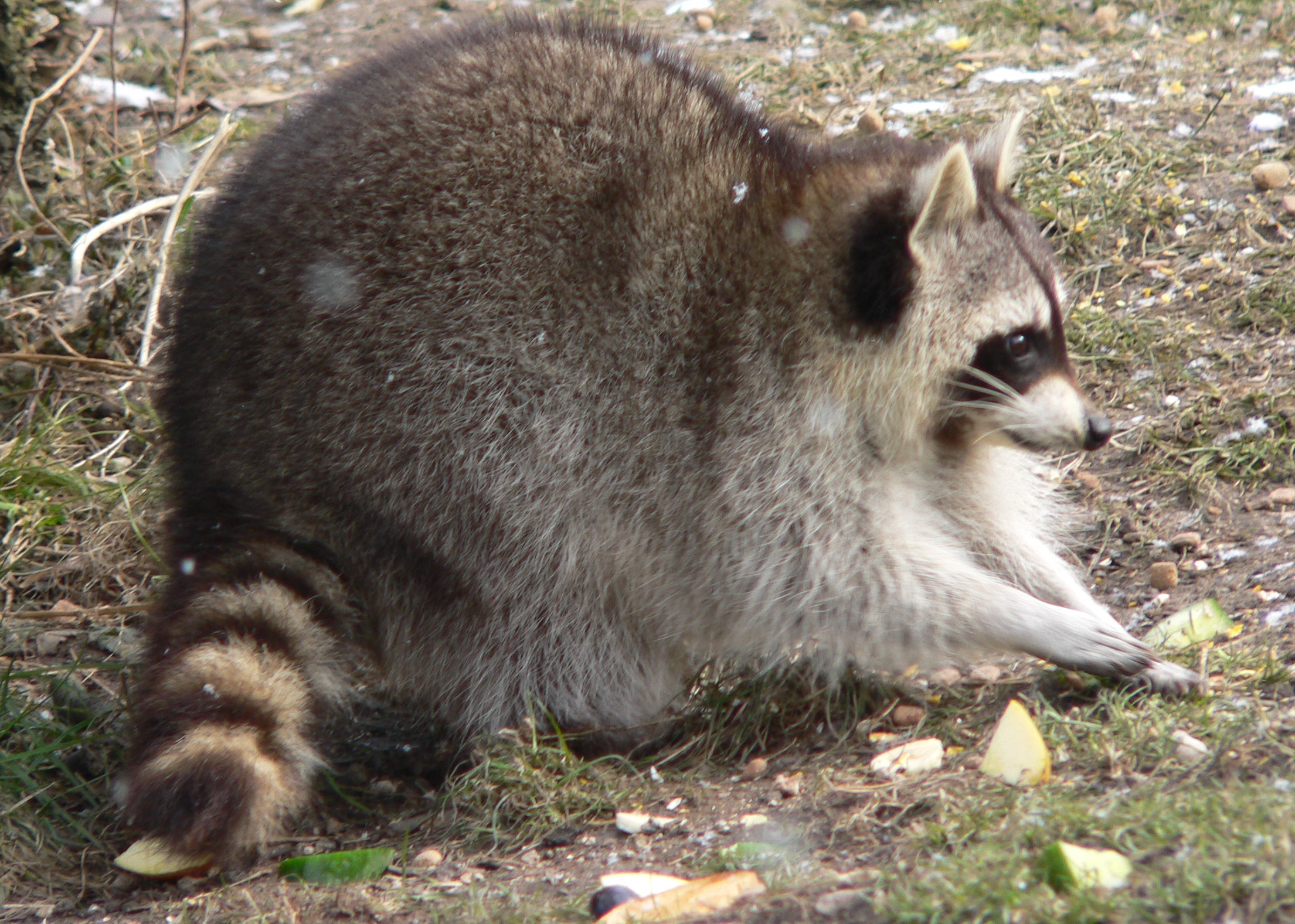
アライグマ Procyon lotor

- アライグマ（北アメリカ原産）は日本ではテレビアニメのあらいぐまラスカルの人気から全国的に飼われるようになったが、成獣の凶暴性などから飼育放棄されたり逃げ出したりして全国に定着した[19]。
- 日本では1990年代にアメリカから年間100万匹ものアカミミガメの幼体がミドリガメの名称で輸入された[20]。このアカミミガメの流通は、1960 年代頃から始まっており、大手菓子メーカーの生体景品としてや、夜市や露店の景品として人気となったことが理由のひとつと考えられている[20]。
- 野生種よりも繁殖力が旺盛なヤギ、カイウサギ、イエネコ、イエイヌなどの家畜やペットが、世界中の原生的な自然環境に定着して深刻な影響を与えている[12]。

#### 天敵導入

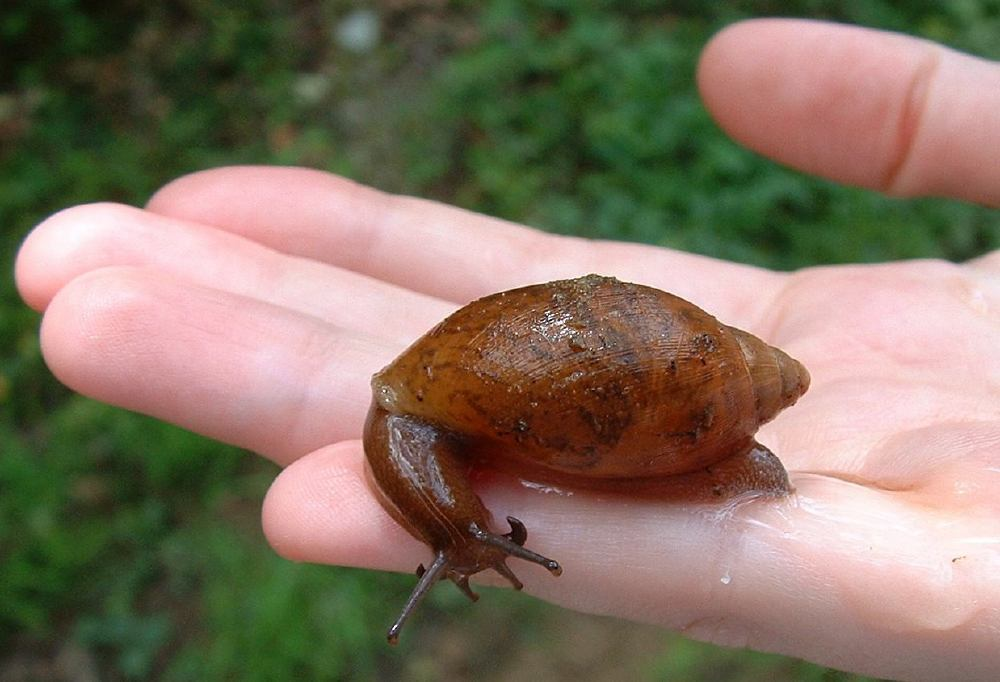
ヤマヒタチオビ
Euglandina rosea

- フイリマングース（アラビアから東南アジア原産）は、ハワイや西インド諸島ではネズミ駆除を目的に、沖縄本島や奄美大島では猛毒をもつハブの駆除を目的として導入されたが、効果を上げるどころか生態系や農業に悪影響を与えてしまい失敗に終わった[21]。
- 「蚊を絶やす」という和名をもつカダヤシ（アメリカ中南部原産）はボウフラの駆除を狙って日本各地に導入されたが、生息環境が類似するメダカを駆逐してしまい「メダカダヤシ」と揶揄されるまでになってしまった[22]。
- 外来種対策としてその対象外来種の原産地における天敵である別の外来種を導入することがある。最も古い事例では、1868年頃のアメリカで猛威を振るっていたオーストラリアから侵入したワタフキカイガラムシの天敵であるベダリアテントウを同じくオーストラリアから持ち込んで、被害の低減に成功している[3]。一方で、食用目的で持ち込まれたものの広東住血線虫症などの病気を媒介するため放棄された アフリカマイマイ（東アフリカ原産）を駆除する目的で、ヤマヒタチオビ（アメリカ原産）という肉食性巻貝が世界の島々に導入されたが、固有の陸生巻貝を捕食してしまい問題となった[11]。さらに、肉食性のニューギニアヤリガタリクウズムシ（ニューギニア原産）も同じ目的で導入され、アフリカマイマイやヤマヒタチオビを襲ったものの、この生物もやはり島の在来巻貝を脅かし、負の連鎖が続いている[23]。
- オーストラリアでウサギ狩りのために大量に放ったウサギが大増殖して農業に大打撃を与えたほか食害による砂漠化が進んで畜産にも影響が出る事態となったため、対策としてネコやキツネなどを放っている。だが、ウサギの繁殖能力に追いつかずにほとんど効果がなかったばかりでなく、在来の有袋類を脅かす存在になっている。
- ベトナム、タイなどでは害虫駆除としてヒキガエルが導入されている。これが在来のカエルを脅かしているのはもちろんのこと、同地方ではカエル食の文化があるため、ヒキガエルの毒による食中毒が後を絶たず、問題になっている[要出典]。

#### 第一次産業（農業・漁業）

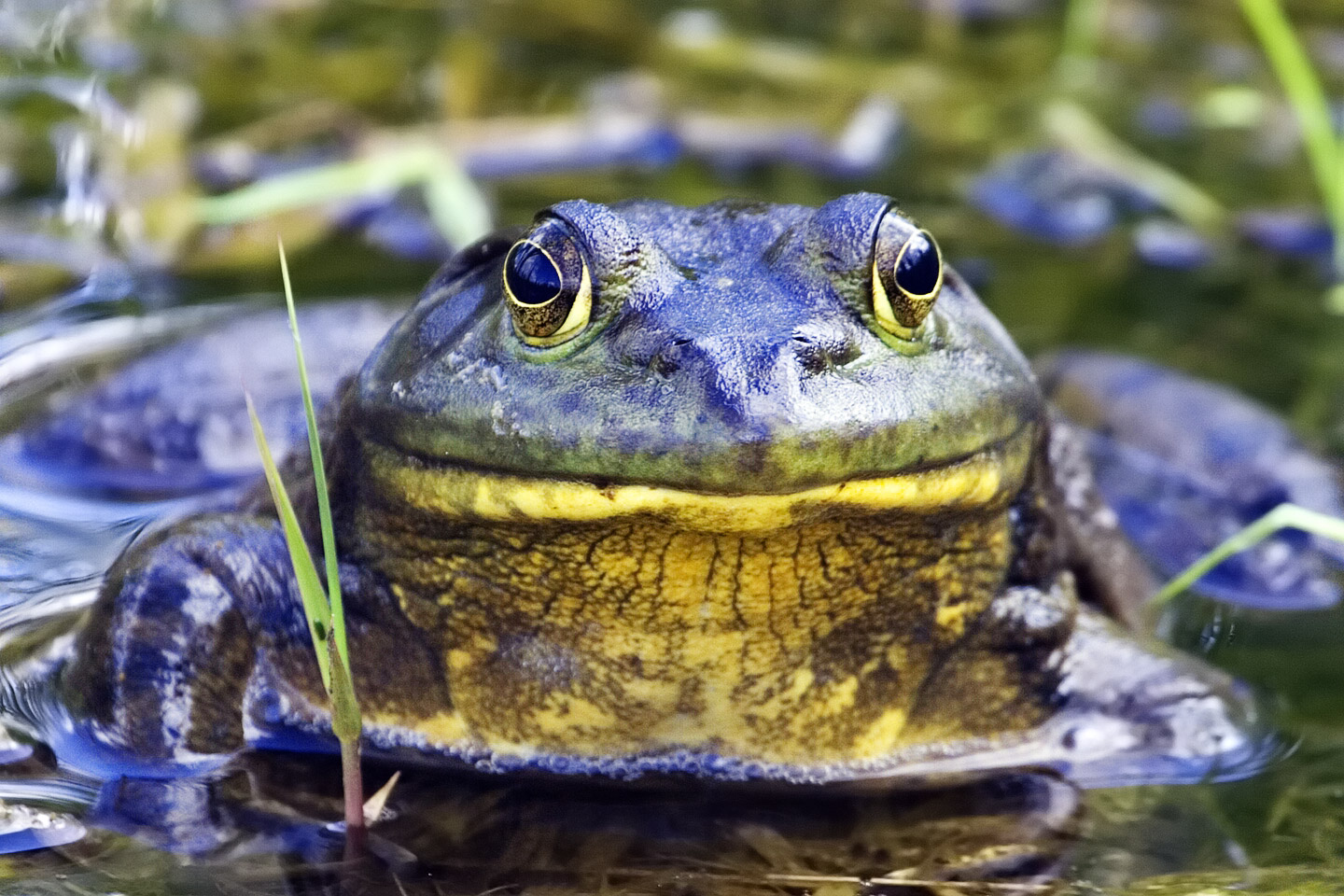
ウシガエル
Lithobates catesbeianus

- ウシガエル（北アメリカ原産）は食用として日本に導入され、1950-1970年に年間数百トンが生産されたものの、当初の目的とは異なり実験動物として広く利用された[11]。また、それに関連してアメリカザリガニがウシガエルの餌に用いるために導入された[11]。
- セイヨウオオマルハナバチ（ヨーロッパ原産）は日本ではハウストマトの受粉媒介昆虫として年間3-4万コロニーが輸入された[24]。
- 養蜂のために毎年大量のセイヨウミツバチが導入され、一時はニホンミツバチを脅かす存在となった。ただ、天敵のオオスズメバチやキイロスズメバチに襲われると対抗する術がないため、コロニーごと潰されてしまうことが多く、結果的に増殖が抑えられ、心配されたほどの影響は出ていない。
- ニジマス、カワマス、シナノユキマス、ブラウントラウトなどサケ・マス類は、有用な水産資源として積極的に日本の各地の河川や湖に導入されている。

#### 緑化・ガーデニング

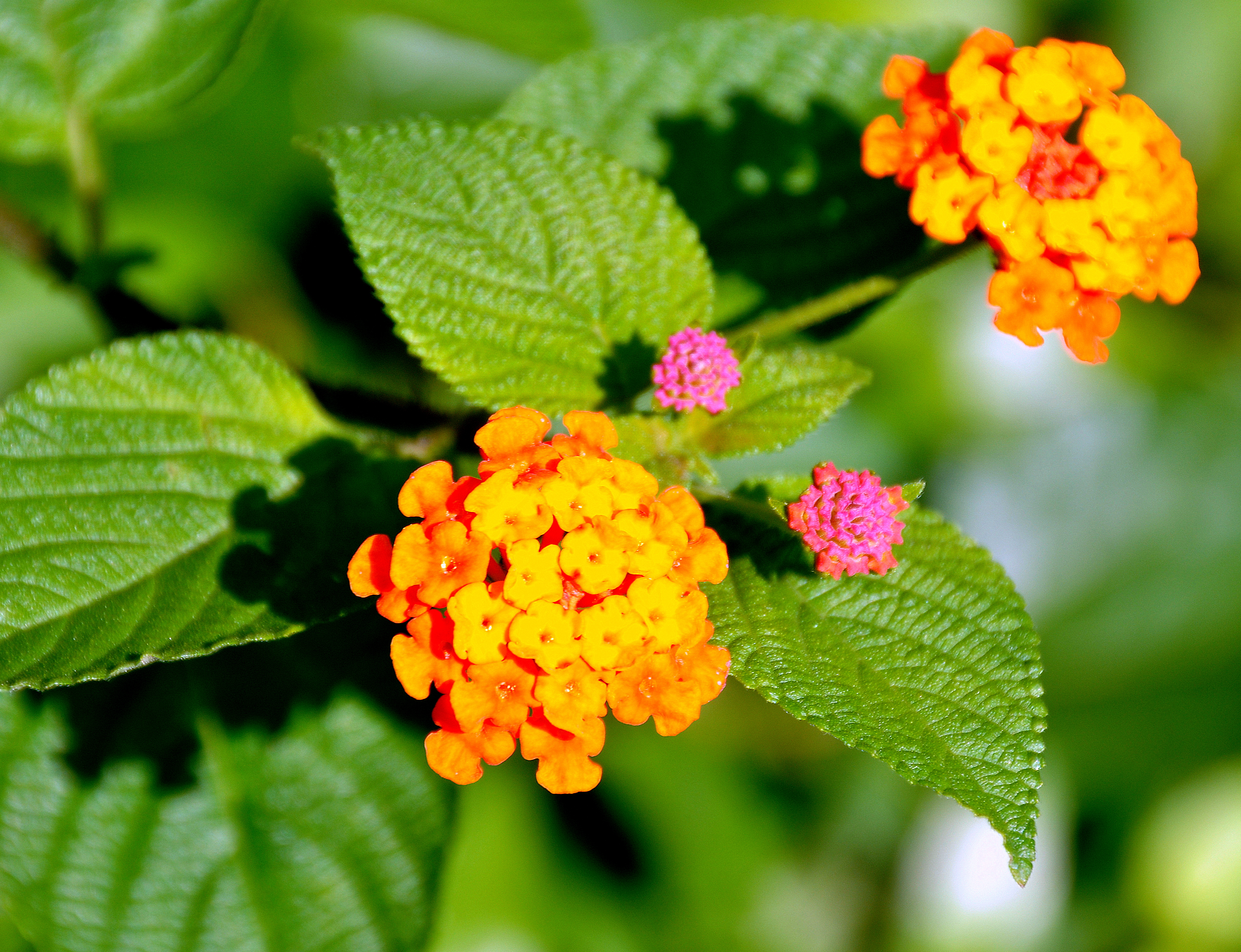
ランタナ Lantana camara

- 道路法面の緑化や砂防のためにシナダレスズメガヤやオニウシノケグサ、 ハリエンジュなどの多くの外来植物が日本各地で広く利用されてきた。
- 園芸植物のほとんどは野外に定着することはまれだが、なかにはハルジオン、 オオハンゴンソウ、オオキンケイギク、ルピナス、ランタナ、フランスギクといった適応力の高い植物が、ときには国立公園などの原生的な自然環境にまで広がっている[11]。

#### 産業振興・娯楽

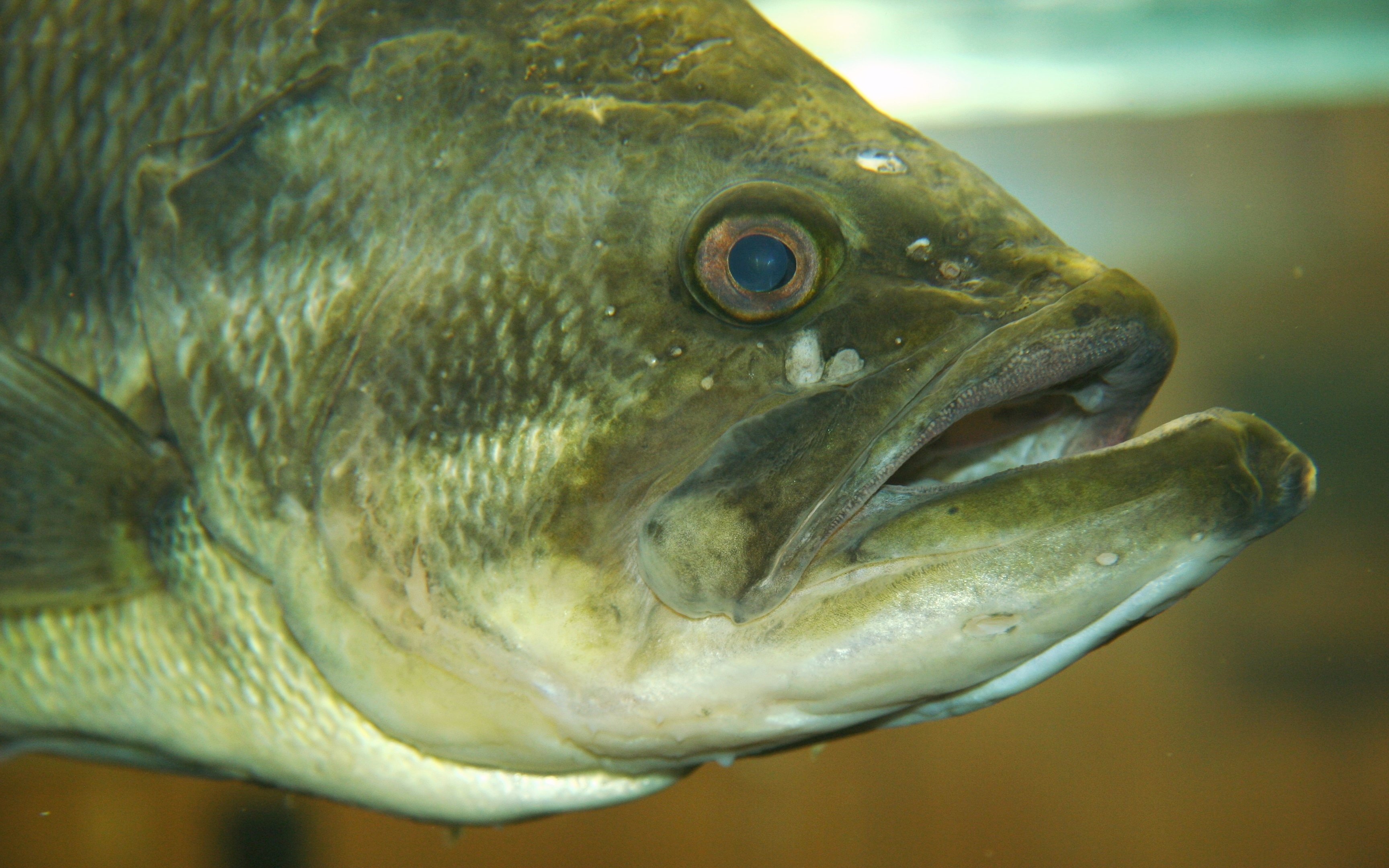
オオクチバス
Micropterus salmoides

- ルアーフィッシングの流行により、北アメリカ原産の肉食魚ブラックバス（オオクチバスなど）が、釣り団体などによって全国の河川や湖沼に大量に放流された[25]。移植放流がほとんどの地域で禁止された現在でも、密放流が繰り返されているといわれる[26]。
- アメリカで活動していた順化協会という組織は、産業振興などの目的で主にヨーロッパなどの有益な動植物を世界各地に導入しようと活動した。この団体の目的は産業振興とされるが、仔細に見ると娯楽や天敵導入（後述のホシムクドリも害虫駆除目的）、緑化など複数の目的を内包したものである。そのひとつとしてホシムクドリを1896年にニューヨークのセントラルパークに100羽ほど意図的に放しており、この鳥は80年後には1億2000万羽にまで大増殖している[4]。
- 狩猟鳥として需要のあるコウライキジやヤマドリ、コリンウズラは養殖されて、猟友会などの狩猟関係者が中心となって日本各地に大量に放鳥されている[11][12]。

#### 環境保護
外来種問題に無理解であるがゆえに、自然を回復させるための自然保護活動やビオトープ活動が逆に地域の自然を破壊してしまう場合も見られる。

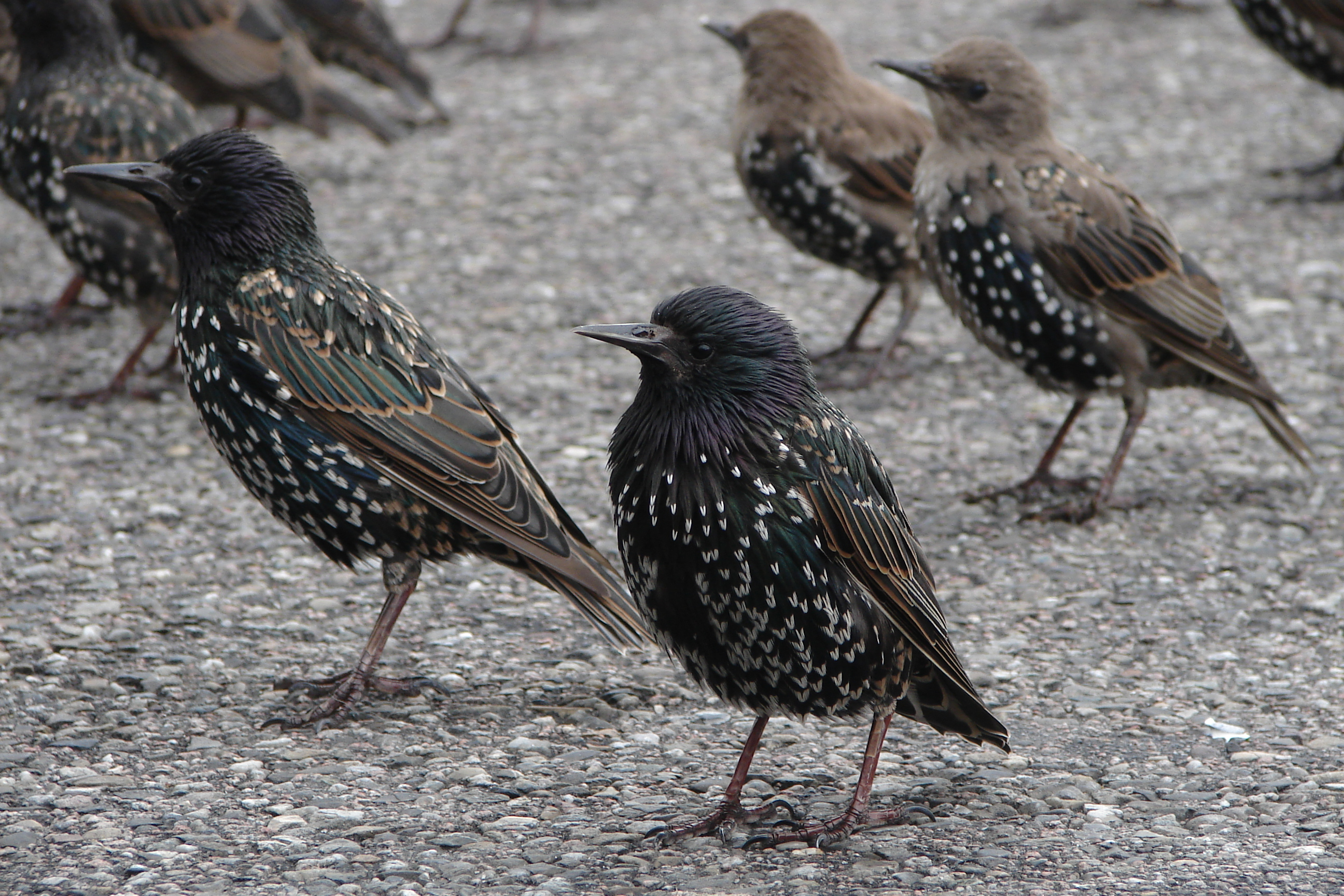
ホシムクドリ Sturnus vulgaris

- 開発によって激減したホタルを呼び戻そうという活動が日本各地で行われているが、その中で地域のホタルの遺伝的多様性を考慮していない無差別なホタルの放虫がなされる事態が多発している。長野県辰野町松尾峡の場合、町役場が観光用に移入して養殖した他県産ゲンジボタルが在来ゲンジボタルの個体数減少を引き起こしている[27][28][29][30]。
- 二酸化炭素を吸収する能力が高く、地球温暖化防止につながる環境にやさしい植物として、ケナフ（アフリカ西部原産）が1990年代に注目を集め、多くの団体が自然植生を刈り取ってまでケナフを植栽した[12]。

### 非意図的導入

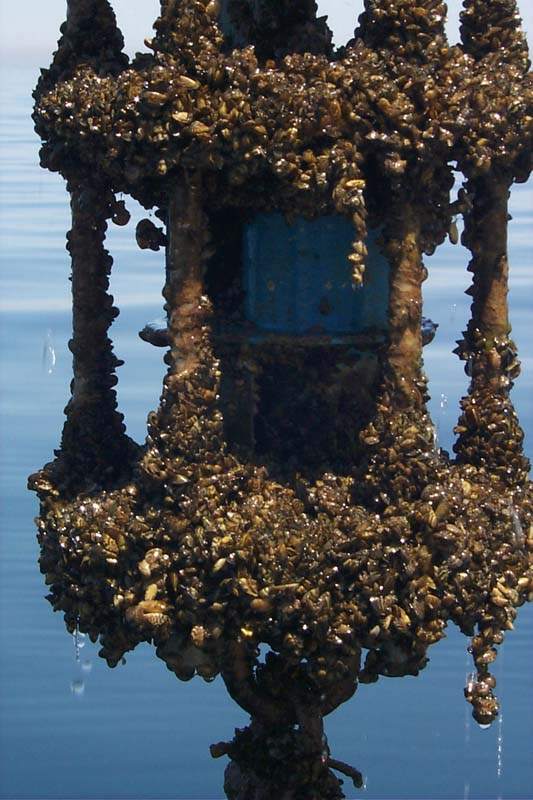
カワホトトギスガイ Dreissena polymorpha に覆われた流速計（ミシガン湖）

- シロツメクサ（ヨーロッパ原産）は、江戸時代にオランダから輸入されたガラス器の箱の中に敷き詰めてあったもので、種子が偶発的にこぼれおちて発芽し、日本全域に広まったものといわれている。
- 資材や物資に混入して導入されたものと推測される外来種も多く、日本ではセアカゴケグモ（オーストラリア原産）やハイイロゴケグモ（オーストラリア、中央・南アメリカ原産）などの事例が挙げられる[11]。1964年に沖縄の嘉手納基地周辺で確認されたシロアゴガエル（インドから東南アジア原産）はアメリカ軍の物資に紛れて導入されたと考えられる[11]。
- ムラサキイガイ、ミドリイガイ、イガイダマシ、コウロエンカワヒバリガイ、カサネカンザシ、タテジマフジツボなど、世界中の港を行き来する貿易船の船体に付着したり、バラスト水に混入したりして日本に導入された水生生物は、少なくとも24種にのぼる[31]。アメリカの五大湖でも、カワホトトギスガイ（英語版）（カスピ海、黒海原産）がバラスト水により侵入し、水中に存在するあらゆるものを覆い尽くすほど爆発的に大発生している[11]。
- 意図的に導入された生物に付着することで気づかぬうちに導入されている外来種もいる。サキグロタマツメタ（東アジア原産）という捕食性巻貝は放流用のアサリに混入して拡散し、さらにカワヒバリガイ（中国、朝鮮半島原産）は輸入シジミに付随して導入されたのではないかと疑われている[32]。また、アクアリウムに用いられる観賞用の水草に付着している目立たない微小な底生生物の導入も問題となっている[32]。
- 海運の発展によりバラスト水に紛れて導入される外来種が問題視されている[33]。

## 外来種のもたらす問題
侵略性の強い外来種が引き起こす問題として、生態系に与える影響、遺伝子の撹乱、第一次産業などへの被害、感染症及びヒトの生命への被害などが挙げられるが、2つ以上にまたがるものも珍しくない。

### 生態系への影響
在来種の動植物を捕食したり、食物や繁殖場所など生息環境を奪うことで競争種などを減少させたりする。いずれの場合も、生態系のバランスを崩し、二次的にも大きな影響を与える可能性がある。

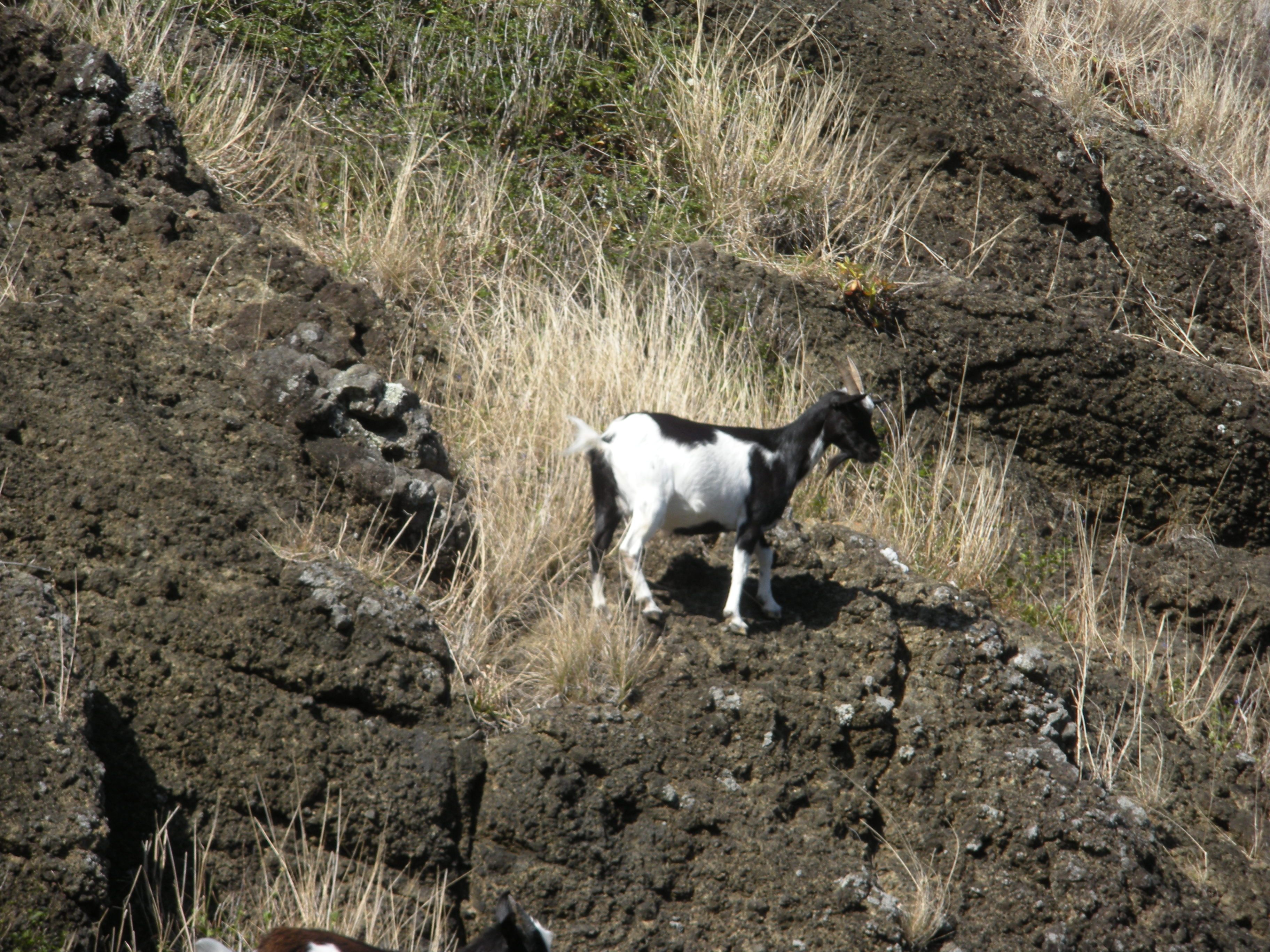
ノヤギ（小笠原諸島、父島）

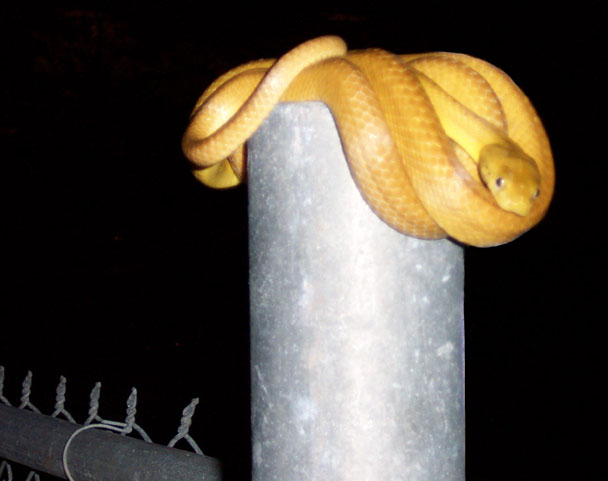
ミナミオオガシラ
Boiga irregularis（グアム島）

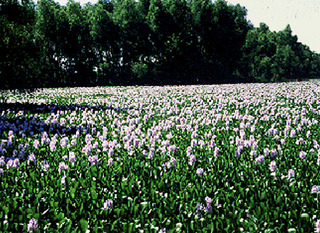
ホテイアオイ
Eichhornia crassipes

- 生態系のサイズが小さい島嶼地域では、ノヤギ（粗食と悪環境に強く、草を根こそぎ引き抜いて食物とする）の放置によって、植生へ壊滅的な打撃を与える場合がある[11]。ハワイ諸島、ガラパゴス諸島、日本（伊豆諸島、小笠原諸島、尖閣諸島）などの例が挙げられる[34]。
- 沖縄島や奄美大島に定着したフイリマングース（南西アジア原産）は、ヤンバルクイナやアマミノクロウサギなど希少な小動物の多い両島の生態系に深刻な被害を与えている[21]。
- 1930年頃、阪神地方の養殖場から逃亡した個体が元になって西日本で分布を広げたチョウセンイタチは、在来のニホンイタチより体が大きく食性も広いことから人間の生活環境への適応力に優れており、在来のニホンイタチを駆逐していった[12]。ニホンイタチについても、ネズミ駆除の目的で移入された三宅島などの離島においてアカコッコなどの固有種に対する被害が生じている[12]。
- グアム島は、貨物に紛れて定着したミナミオオガシラ（オーストラリアなど原産）の捕食により、島固有の森林性鳥類11種のうち8種が絶滅し、島の鳥類相は壊滅的被害を受けた[13]。
- 1960年代に小笠原諸島に導入されて数百万もの個体数まで拡大したグリーンアノール（北アメリカ原産）は、オガサワラシジミやオガサワラゼミなどの小笠原固有の昆虫を捕食し、昆虫群集の衰退をもたらしている[35]。
- アフリカのビクトリア湖では、1950年代後半にナイルパーチ（西アフリカからナイル川流域原産）が導入されて、カワスズメ科の小型の魚類200種以上が絶滅した[11]。この一連の出来事は「ビクトリア湖の悲劇」とも呼ばれている。
- ボタンウキクサ、オオカナダモ、コカナダモ、オオフサモ、ナガエツルノゲイトウ、ミズヒマワリなどの水生植物は、大増殖して水面を覆いつくすことで在来植物の生育を妨げ、一斉に枯死した場合は水質を悪化させる[36]。なかでもホテイアオイ（熱帯アメリカ原産）は一面に咲く光景はとても美しいが、ほかの外来水生植物と同様に世界的な問題となっており、「最悪の水生害草」と呼ばれる[36]。
- 日本の里山に植栽されている孟宗竹からなる竹林は戦後の里山管理の衰退により、放置されていたり逸出していたりして、生育域は拡大する傾向にある。これは天敵が存在しない為であり、生態系に影響を与えつつある。この問題が基本的に過疎の弊害として語られる機会が多いのは身近な竹が外来種であるという認識が薄いためといえる。

### 遺伝子の攪乱
外来種が在来種と交雑することによって在来種の遺伝子が変容することがある。この現象を遺伝子浸透（遺伝子汚染）という。外来種の遺伝子が広範囲に拡散すれば、それまでの遺伝子プール（その個体群が共有する一定の変異幅をもつ遺伝子の総体）の状態を回復することは、事実上不可能となる。固有種・固有亜種に外来遺伝子が流入した場合、長い進化の歴史を経て形成されてきたそれらの種や亜種が消滅することになるため、問題は特に深刻である。
農作物や家畜の品種改良の場合、人為的条件での適応、すなわち人間にとって優れた特性の獲得が、交配により達成され、原種と大きく異なった形態の品種が生み出されることが多い。このような例を踏まえて、遺伝子の攪乱（かくらん）は種としては新たな適応の機会であり、悪い事ではないという意見も見受けられる。しかし、自然環境下の動植物で遺伝子の攪乱が広がった場合、攪乱前の状態に戻すことはできず、交雑種が新たな害を及ぼしたり、生態系全体のバランスに大きな影響を与える恐れもある。

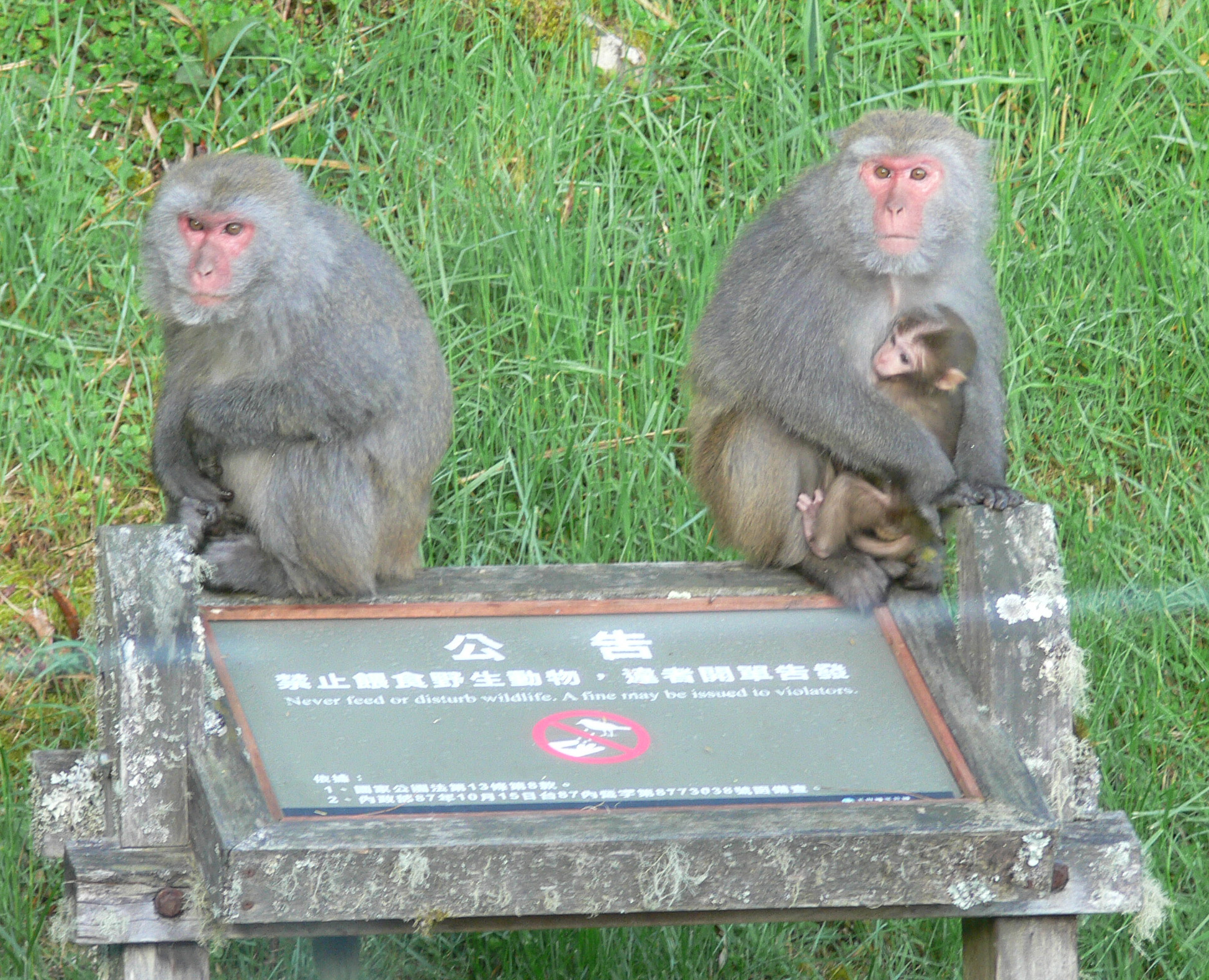
タイワンザル Macaca cyclopis

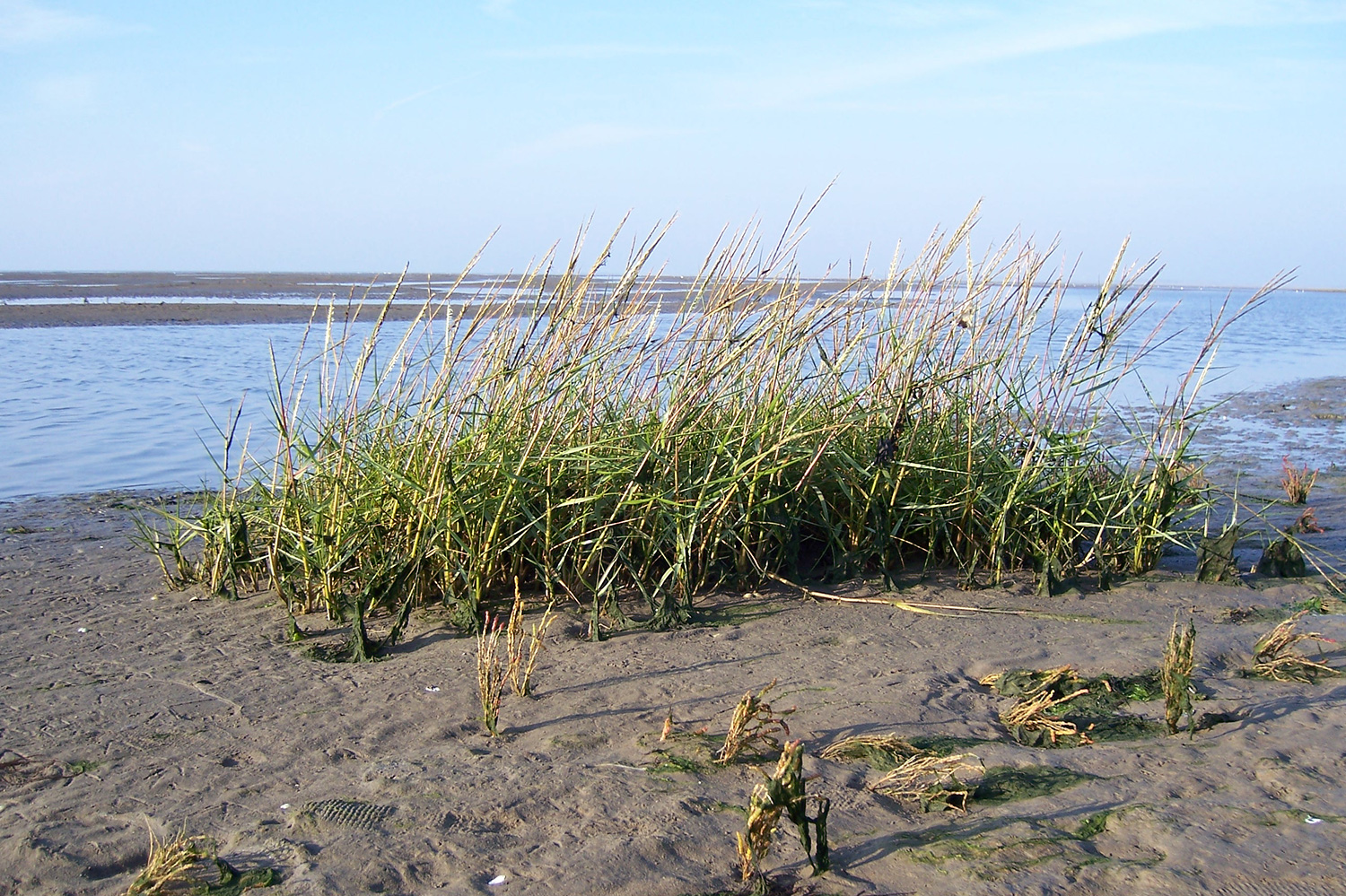
スパルティナ・アングリカ Spartina anglica

- 伊豆大島・和歌山県・青森県で野生化が確認されているタイワンザルや、房総半島に定着しているアカゲザルは、日本固有のニホンザルと交雑が可能であり、（ニホンザルが生息する本州においては[38][39]）実際に雑種が生まれている[12]。これが全国に広がれば、純粋なニホンザルは消滅してしまうことも考えられる。
- タイリクバラタナゴ（中国、台湾、朝鮮半島原産）は1940年代前半に、中国から他の魚（ハクレン・ソウギョなど）に混じって利根川水系に導入されたが、1960年代以降、人為的に全国各地に分布を広げた[40]。西日本各地で在来のニッポンバラタナゴと交雑し、雑種個体群として累代を続けた結果、純粋なニッポンバラタナゴの生息地はきわめて局所的に残るのみとなり、ニッポンバラタナゴの絶滅が懸念されている[40]。
- 京都府の賀茂川において、食用として持ち込まれたチュウゴクオオサンショウウオが野生化し、日本固有種である在来のオオサンショウウオとの交雑が問題になっている[41]。ただし、チュウゴクオオサンショウウオも、IUCNのレッドリスト（Ver.3.1）において「Critically Endangered（絶滅寸前）」とされており、ワシントン条約で付属書Iにも掲載されているため、外来種として単純に処理できないことが問題を複雑にしている[41]。
- ペットとして輸入されて逃げ出した外国産クワガタムシやカブトムシによる在来種の遺伝子攪乱も危惧されている（ヒラタクワガタと亜種の間柄であるオオヒラタクワガタとの交雑など）[10]。
- 外来種と在来種が交雑することでより侵略性の強い生物種が生み出されてしまうこともある。その代表例がスパルティナ・アングリカ（英語版）という非常に侵略的なイネ科の植物で、この生物は19世紀にアメリカからイギリスに持ち込まれた外来種とイギリスにもともと存在していた在来種との1代雑種の染色体数が倍加して起源している[10]。

### 第一次産業への影響
第一次産業に外来種が大きく貢献することがある一方で、農林業や漁業に膨大な被害を与え、数十億円に達する被害額を生じさせる外来種もいる。

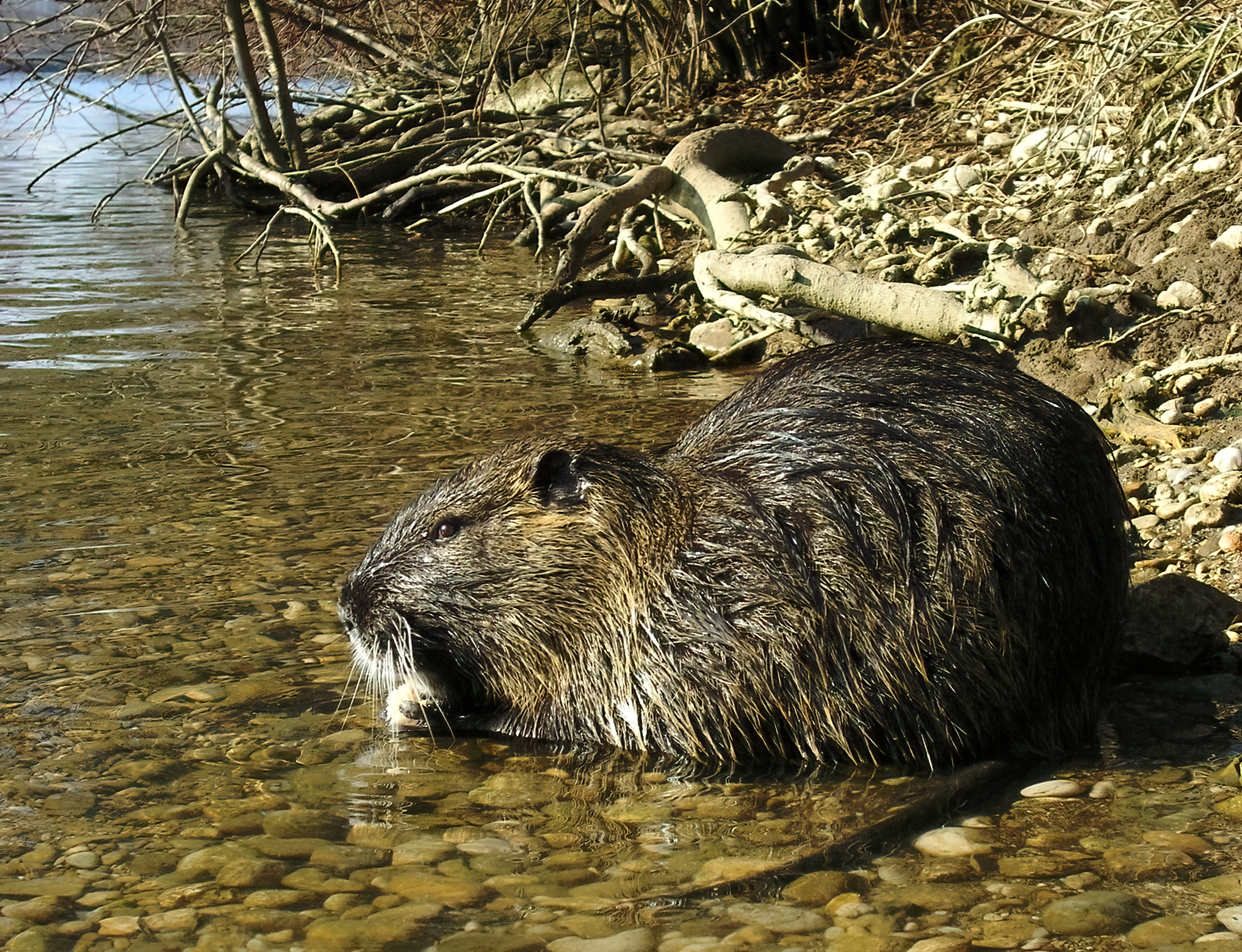
ヌートリア Myocastor coypus

- 戦前まで毛皮獣として日本で盛んに飼養されたヌートリア（南アメリカ原産）は、戦後、需要がなくなるとともに放され、中部地方以西の各地の河川や沼地に定着した。イネやニンジン、サツマイモなどの農作物に大きな被害を与えていることが報告されている[11]。ほかに日本の例では、アライグマやキョン、イノブタなどの陸生哺乳類が農作物被害を引き起こしている[12]。
- 第二次世界大戦中の日本では、食糧増産のために中国から四大家魚（ソウギョ ・ハクレン・コクレン・アオウオ）を利根川水系に導入した[14]。しかし戦後、これら4種は食糧問題の解決には十分資さないまま、ソウギョを水域の除草目的に転用することとなった。ソウギョの過剰な放流で、在来の水生植物群落をほぼ壊滅的な状態に追い込んだケースも見られた[14]。富栄養化した水域ではソウギョによる水草除去が一段落した後、植物プランクトンが大量発生し、水草が繁茂していたとき以上に環境が悪化して問題となった。
- 1860年代のフランスでは、アメリカから流入した寄生虫ブドウネアブラムシ（フィロキセラ）によってヨーロッパブドウが全滅に近い打撃を受け、フランス経済は推定約100億フラン以上のダメージを負った（19世紀フランスのフィロキセラ禍）[42]。この被害はフランスだけに留まらず、フランス周辺国や日本でも同様に深刻な被害をもたらした[43]。
- 19世紀のアイルランドでは、主要食物であったジャガイモにアメリカから流入したエキビョウキンが流行し、ジャガイモ飢饉が発生した。地主や貴族による輸出停止措置などを取られなかった事も影響し、100万人もの餓死者を出すこととなった[44]。
- イチイヅタ（英語版）の変異型はキラー海藻と呼ばれており、コーレルペニン（Caulerpenyne）などの毒性二次代謝産物を10数種類産出する[45]。水温10度以上であれば、光の届かない水深100mまでのほとんどの海底状況・水環境にて支配的に繁殖するため、ウニなどの草食性生物が飢えて沿岸生態系を破壊している[45]。千切れても細胞片から繁殖するため、被害を拡大させる海底を切削する浚渫が行えなくなる[45]。生存可能領域が広く、アンカーなどに絡まっても乾燥に強いため地中海から始まりオーストラリア、アメリカなどにも繁殖領域を拡大している[45][46][47][48]。

### 感染症及びヒトの生命への被害
従来その地域では見られなかった病原菌や寄生虫が外来種とともに移入された場合、人間や在来種に被害を与える場合がある。

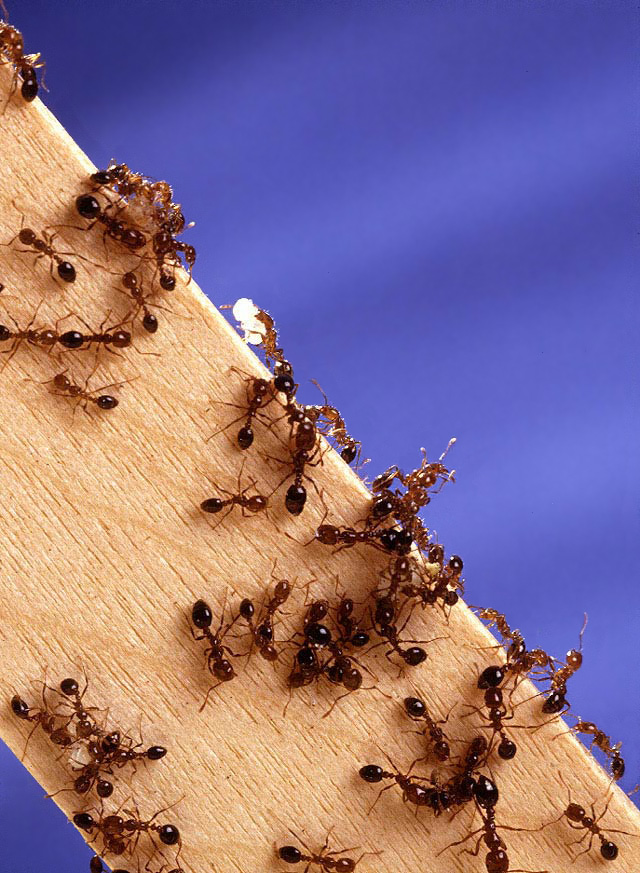
アカヒアリ Solenopsis invicta

- 1905年ごろのニホンオオカミの絶滅の原因の1つとして、輸入犬からの伝染病である狂犬病や犬ジステンパーによる個体数の減少が指摘されている。（タヌキやキタキツネにも同様の伝染病の被害が出ている）
- タンザニアのセレンゲティ国立公園では、公園周辺に暮らす3万頭ものノイヌが持ち込んだ犬ジステンパーによってライオンの25%が死亡した[13]。
- ノネコが原因と思われる猫後天性免疫不全症候群（ネコエイズ）が、ツシマヤマネコに感染した事例も見つかっており、イリオモテヤマネコへの脅威も懸念されていたが[49][50]、2010年代にはノネコを捕獲したのちに里親を探し譲渡するという活動に取り組み、全頭譲渡成功という成果を達成している[51]。
- 世界各地に定着しているアルゼンチンアリ（南アメリカ原産）は、屋内に侵入したり、就寝中の人間を咬むなどして、不快害虫となっている[52]。さらに、アルカロイド系の毒をもつアカヒアリ（南アメリカ原産）によって咬まれることで北アメリカでは大勢の人間が死亡する事態になっている[11]。
- ブタクサやオオブタクサなどのキク科植物、そしてカモガヤやオオアワガエリなどのイネ科植物は花粉症を引き起こし、人間の健康に悪影響を及ぼす[11]。とくにこれらの外来植物は雑草として市街地などの人間に身近な場所に生育している。
- 1937年に北海道の礼文島で害獣駆除のために輸入されたキツネの中に人間が感染すると重篤な肝炎を引き起こすことがあるエキノコックスという寄生虫に感染したものがいた。礼文島ではキツネは完全に駆逐されたものの、エキノコックスは海を渡って北海道本土のキタキツネに感染して広がり、人間への感染も確認されている。さらに2005年には埼玉県でエキノコックスの卵が確認されたことからホンドキツネへの感染拡大が懸念されている[53]。

## 課題
外来種問題は必ずしも対策が順調に進んでいるとはいえず、仮に対策が実行できたとしても望んだ効果をあげられているとは限らない。ある1種類の外来種を駆除したことで別の外来種が増加し、かえって在来の生態系に負の影響を与えることもある（オオクチバスの駆除によるアメリカザリガニの増加、ジャワマングースの駆除によるクマネズミの増加、ノヤギの駆除による外来植物の増加など）。
また、外来種をめぐるさまざまな利害関係者と合意形成を図るのは極めて困難であり、ときには激しく対立して大きな論争となることもある。その一例として、オオクチバスを特定外来生物に指定するための会議では、釣魚愛好家・公益法人・釣り業界など・政治家の反対を受け、議論は大きく難航した。結局このオオクチバスに関しては「釣り人の協力を得る必要がある」とする環境省によって、一旦は指定を先送りすることが決定されたものの、環境相の指示によって方針転換した結果、2005年1月31日に決定された第1陣の指定リスト案に記載されることとなった。オオクチバスの場合は駆除対象になったが、侵略的外来種に該当するもののなかでも害獣や害虫などの駆除に役立っている動物に加え、ニジマスのように外来種であっても、人間にとってその存在が好都合であるために駆除の対象から除かれるものは、まだまだ多い。
外来種対策を進めるうえで障害になるものとして、外来種が地域の文化にすっかり浸透してしまっていたり、保護対象になっていたりすることがある。例えば、身近に生き物を増やしたいという善意による魚の放流やホタルの放虫は各地で当たり前のように行われており、マスメディアもしばしば美談として報道することもあるが、こうした生物の放逐は外来種問題となりうる危険性をはらんでいる。そのため、無秩序な放流を防ぐ目的で専門の研究者や学会が中心となってガイドラインが作成されている。野生化で絶滅した生物について他地域から近縁な個体群を導入して復活させる再導入（re-introduction）においても、遺伝的多様性や在来の生態系に対しての配慮が求められている（オオカミの再導入やトキなどを参照）。特異な事例として、分類学上の扱いの変化によって希少種が外来種になってしまうことがある。タンカイザリガニは滋賀県の淡海湖にのみ生息する希少なザリガニとして地域の人々に保護されてきたが、その後の研究で北アメリカ原産のウチダザリガニと同じ種（もしくは亜種）であることが判明した。北海道の固有のヒキガエルとして考えられていたエゾヒキガエルも本州から持ち込まれたニホンヒキガエルであることがわかっている。これらの外来種が生息する地元では、その生物種が外来種であると明らかになった現在でも保護活動を続けている。こうした矛盾した事例はほかにも存在し、例えばケラマジカやカササギは天然記念物に指定されている外来種である。また、自治体の鳥として外来種を指定している地域もある（例：サウスダコタ州のコウライキジ、埼玉県のシラコバト、佐賀県のカササギ）。極端な例では、2010年に山梨県西湖で再発見され大きなニュースとなったクニマスは、秋田県の田沢湖から持ち込まれた個体群に由来するため、事実上、絶滅種から一転して国内外来種となったことになる。

### 外来種の是非

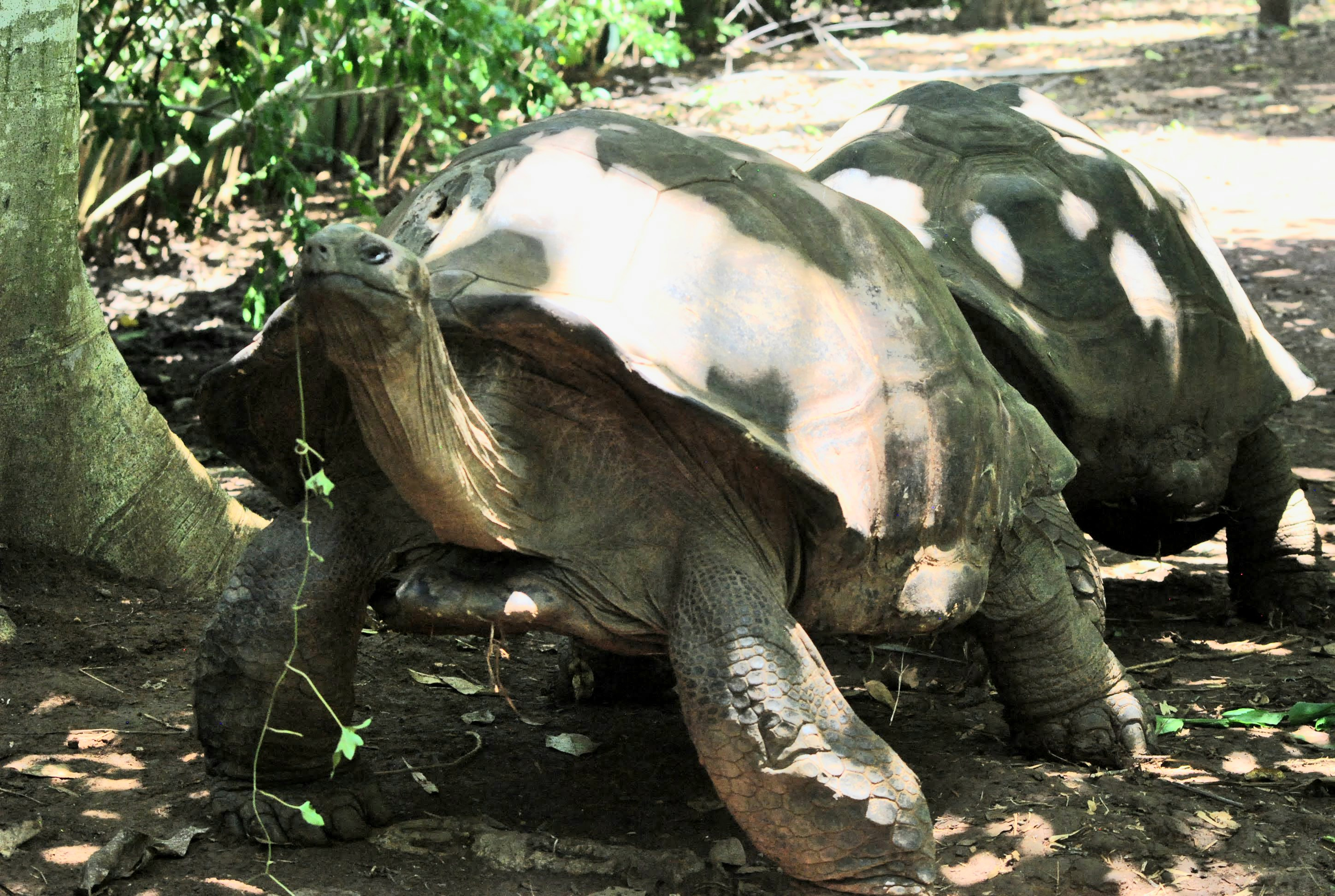
2018年に故郷であるマダガスカル島に導入されたアルダブラゾウガメ。アンドゥアニにて。同島にゾウガメ類が復帰するのは約600年ぶりだとされる。

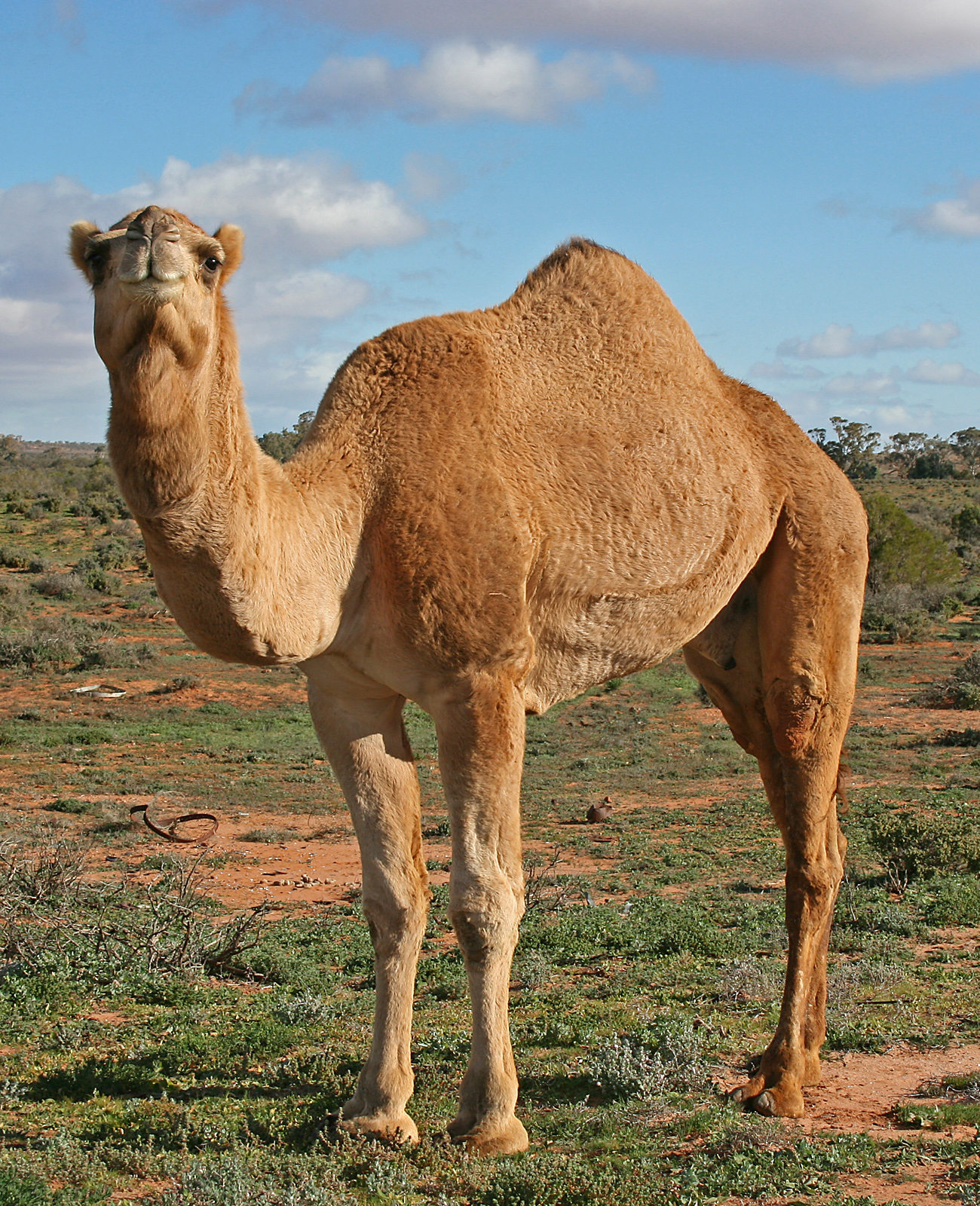
オーストラリアで野生化（英語版）したヒトコブラクダ（英語版）。これらの外来種も、人類によって失われた動物相のニッチを補充する存在として保護するべきだという声も存在する（英語版）。

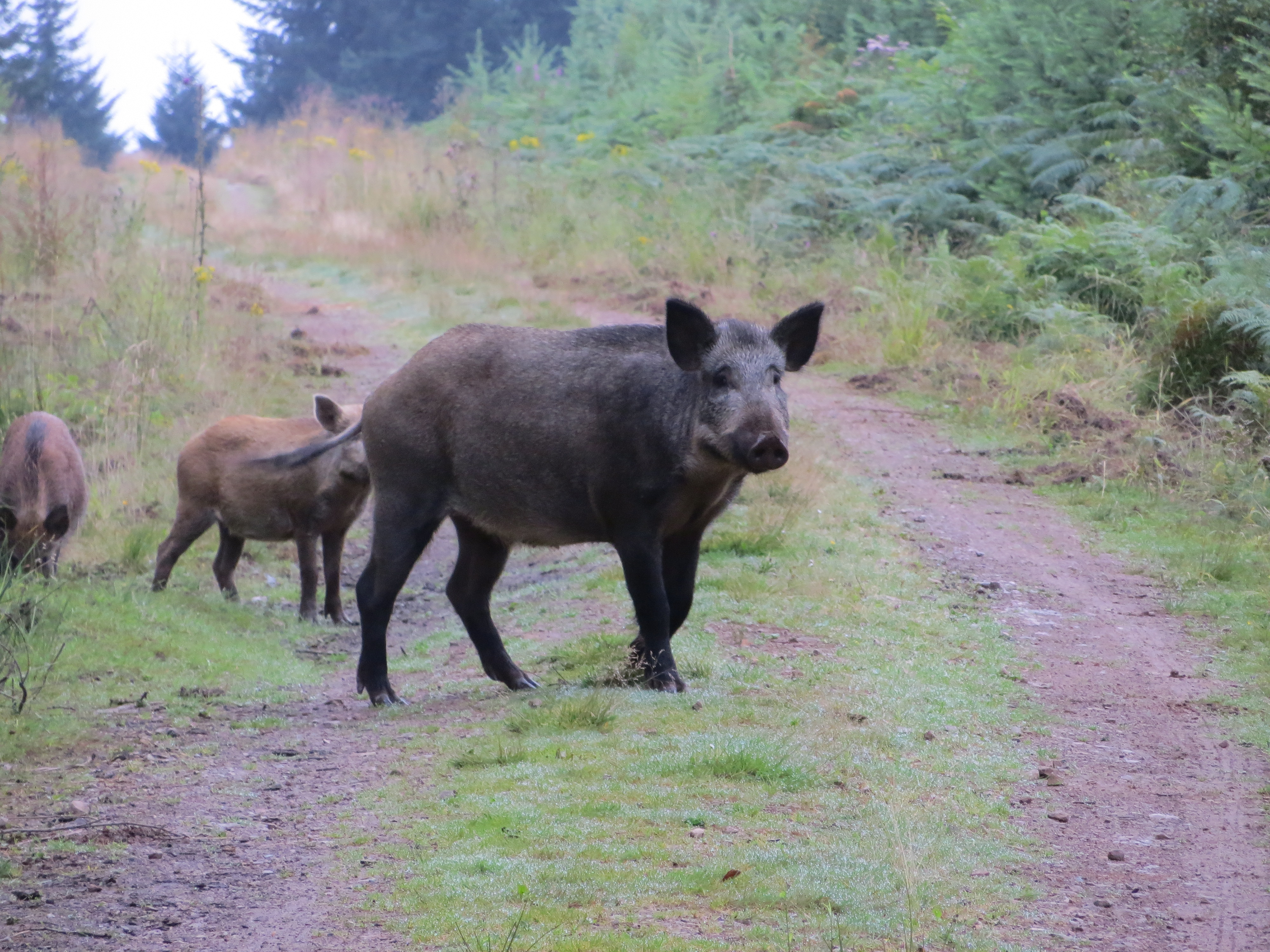
イノシシもブリテン諸島では13世紀に絶滅したが、野生化した個体の保護の是非が議論されており、「アイアンエイジピッグ」を含むブタやイノブタをイノシシの代用として利用する再野生化プロジェクトも見られる。
また、イギリスやスコットランドではダマジカも帰化種として認識されている。

外来種をめぐるさまざまな社会的な利害関係によって生じる課題があるなかでも解決が難しい問題として、たとえ外来種であろうとも生物を殺すという行為は認められないとする倫理的価値観との対立がある。駆除に関わる反対の主張は、おもに殺処分の方法を問題とする動物福祉と、殺傷すること自体を問題とする動物の権利の2つに分けられるが、とくに後者の主張者との間では議論が拮抗して解決が全く見えない事態になることもしばしばである。
外来種問題はそもそも生物そのものに対する善悪論ではなく、生物を扱う人間の怠慢と無責任さが論点にあるという指摘もある。外来種によって在来種が悪影響を被る事実があるとしても、問題の発端は人間にあるため、たとえば子供がペットを諸事情から放流することは動物の愛護及び管理に関する法律に違反する可能性があるなど、外来種が「悪」であるのではなく「被害者」でもあるため、人間の責任問題であるという啓蒙が必要である
外来種問題への根本的な反対意見として、人間が原因であるにもかかわらず外来種全般を「悪」として悪者扱いしたり駆除を煽動する風潮に疑念を示す主張も見受けられる。外来種によってとくに植生の多様性や森林火災の抑制など在来種が恩恵を受ける事例も存在し、外来種の中には他の外来種の影響を抑制するニッチを占めている種類も存在する場合がある。そのため、外来種がすでに在来種と共に新たな生態系を構築する場合も見られ、外来種の強制的な排除をすることによって在来種にも悪影響を及ぼしかねない場合があるとされる。
この様な指摘は日本における活動にも該当し、外来種の強行的な駆除による他の外来種の増加の可能性や、外来種の駆除をエンターテイメントとして煽動することの弊害も指摘されている。また、外来種のすべてが帰化するわけではなく実際には死滅する場合が目立ち、在来の植生に恩恵を与えたり、人類によってダメージを受けた生態系の再生に貢献する場合もある。そして、とくに該当するニッチを占める在来種が絶滅していて代替えとなる近縁種も存在しない地域にて、外来種と在来種の生態系における影響度が類似していても外来種の「害」ばかりをクローズアップして懸念材料として印象付けることは「ダブルスタンダード」であるという意見も存在する。
世界各国とくに欧米圏やオセアニアや南アメリカなど、英語やスペイン語などのヨーロッパ系の言語を使う国々では、人類によって絶滅した動物相が生態系から喪われたことで発生する生態系の機能と多様性の低下や二酸化炭素やメタンの増加や山火事などもふくめた様々な悪影響を抑制し、可能な限り本来の生態系の機能を復元するという目的を持つ再野生化の運動である「更新世再野生化」についての議論が盛んである。
「更新世リワイルディング（再野生化）」のおおまかな主旨は、更新世から完新世にかけて「第四紀の大量絶滅」を引き起こしてきた人類の影響で絶滅して在来生態系の欠損が生じてきた多くの生物とくに生態系エンジニアやキーストーン種となり得るメガファウナに近縁な現生種の野生導入や再野生化や、すでに「外来種」として存在する生物相の中で絶滅種に近縁であったり類似したニッチを占める生物種の保護の是非などである。
たとえば南アメリカ大陸やオーストラリアなどでは絶滅したメガファウナの近縁種が現存しない場合が多いものの、すでに定着しつつあるイノシシやウシやウマなどに生態系エンジニアやキーストーン種としての効果が期待される場合がある。「麻薬王のカバ」の処遇の検討にも、トクソドンやトリゴノドプスやヘミアウケニアなどの絶滅生物の代用としてのニッチの是非なども議論がされた。
これらの中には既に法的に承認された上で実行されている事例も散見され、たとえばブリテン諸島やポルトガルのヨーロッパバイソン、ロシア連邦・サハ共和国のシンリンバイソン（ロシア語版）、ドナウ・デルタ等のヨーロッパ各地のスイギュウ、ユーラシア大陸（サハ共和国やヨーロッパなど）のジャコウウシ（英語版）、オーストラリア本土のタスマニアデビルの様に、同種または近縁種が数千年～1万2千年以上も前に絶滅している地域への同種や代用種の導入が開始されている事例も見られる。サハ共和国の「更新世パーク」など、「更新世リワイルディング（再野生化）」に焦点を当てたプロジェクトも少なくない。オーロックスやターパンなどを模した再現育種だけでなく、通常の家畜品種のウシやブタやウマなどが再野生化に応用される事例も見られる。
類似した事例として、インドは同国では絶滅したとされる近絶滅種のアジアチーターの代用として、ナミビアから Acinonyx jubatus jubatus を野生導入することを国策で進めているが（英語版）、このプロジェクトは法的に認可されてはいるものの賛否両論が存在する。これは同国が進めている「パンダ外交」の一種であるとされ、スリランカに対してもガウルの寄贈を計画している。

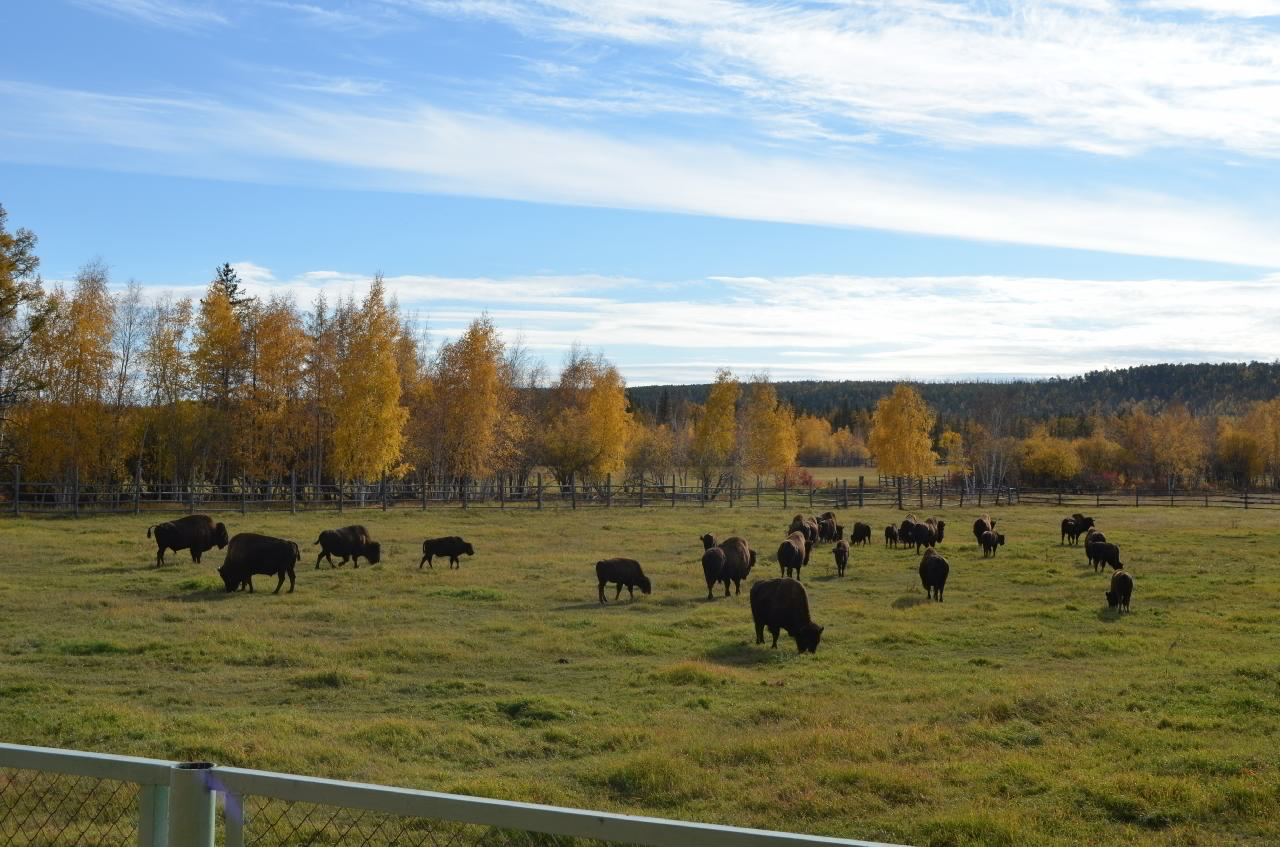
ロシア連邦・サハ共和国における、絶滅種の代用としてのカナダ由来のシンリンバイソンの野生導入プロジェクト（ロシア語版）。
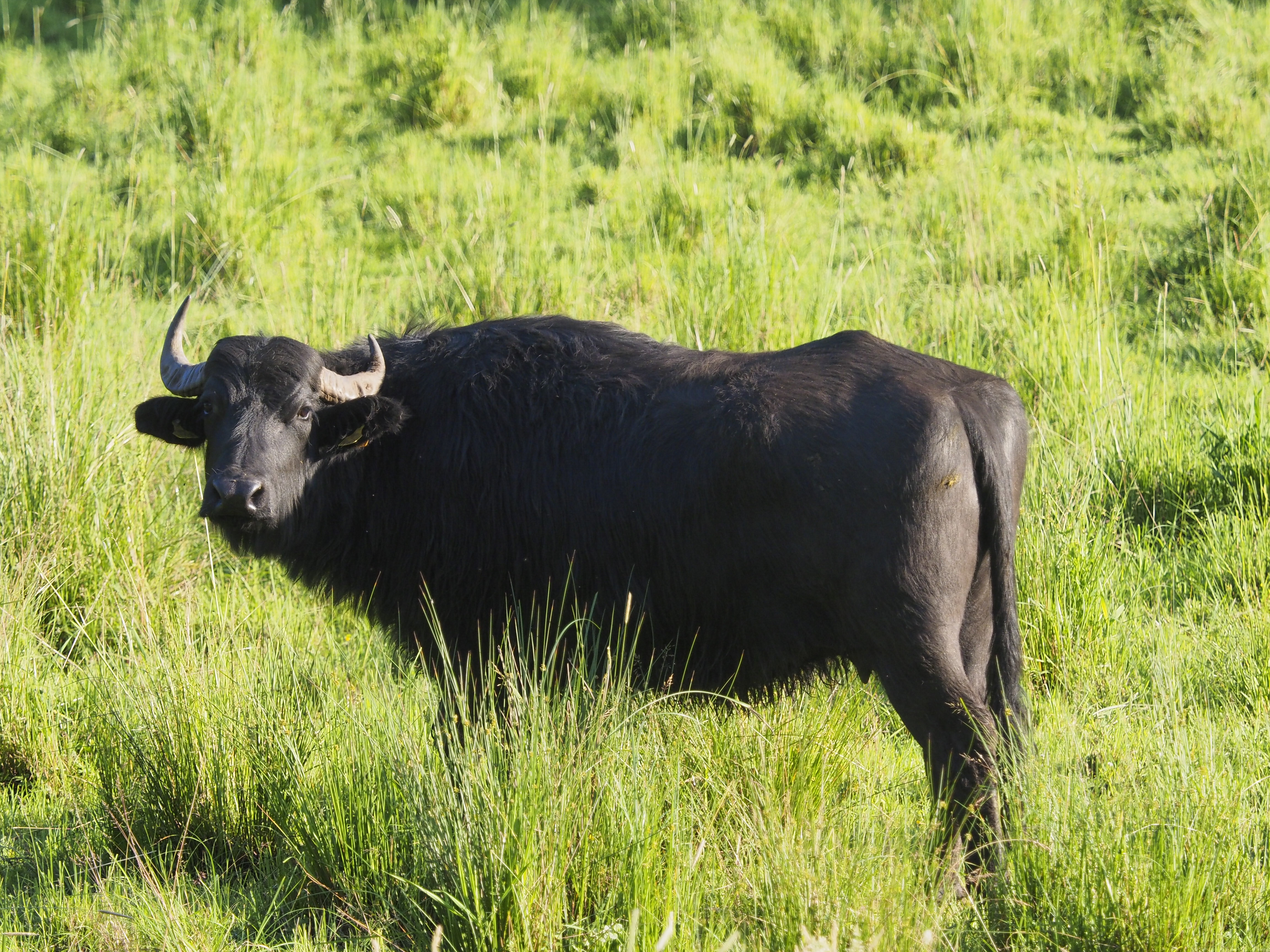
ドナウ・デルタなどヨーロッパの各地で絶滅した土着種の代用として試験的に野生導入が開始されているスイギュウ[91]。
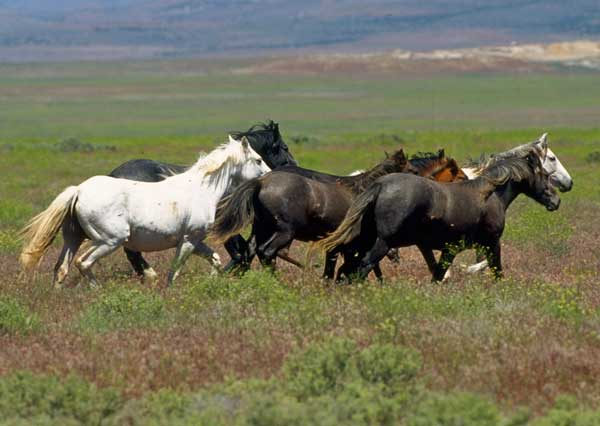
北米大陸のマスタングやロバなどの処遇については、外来種なのか故郷に戻った在来種なのかを問う議論が1970年代から続いている（英語版）。
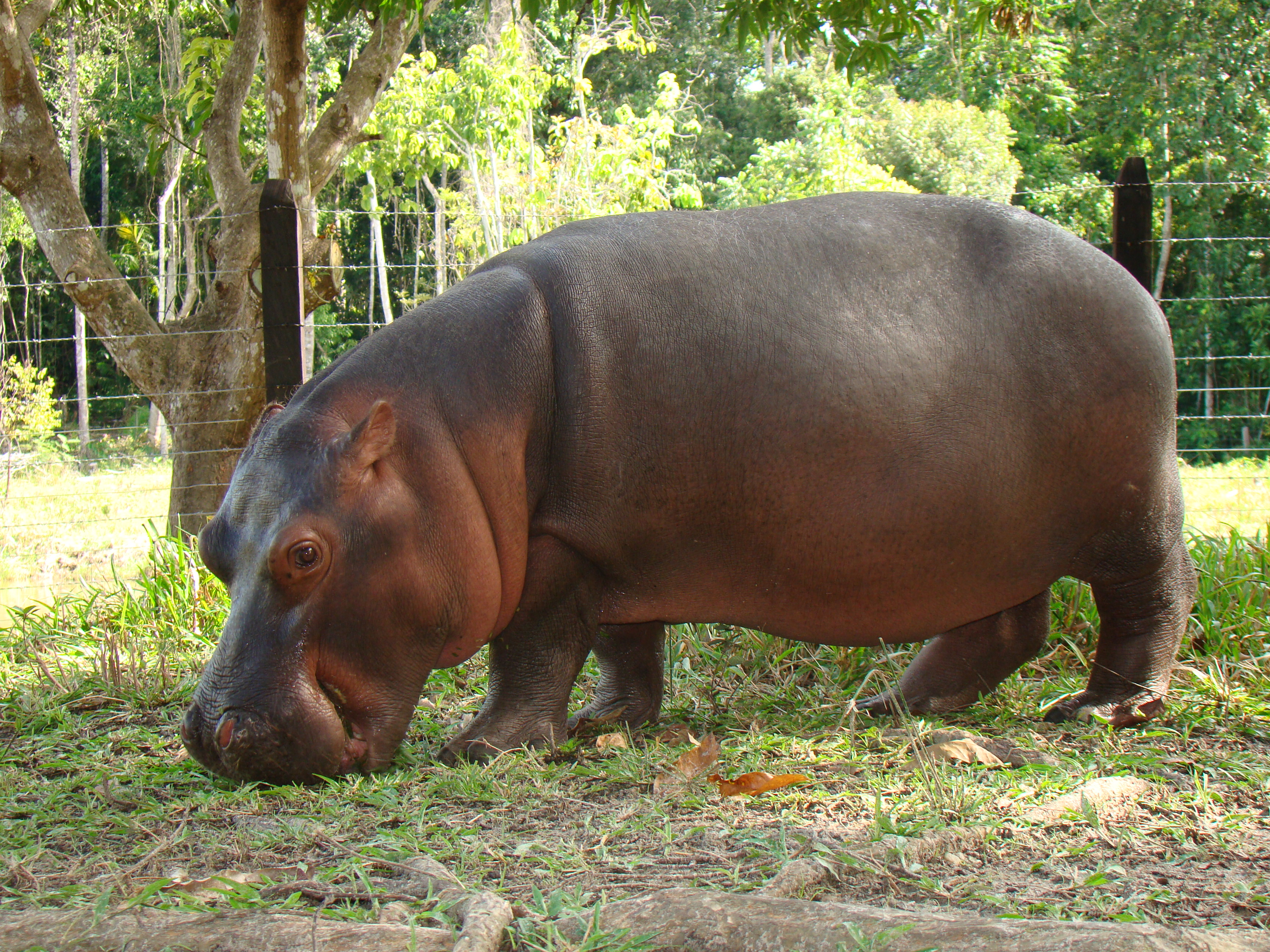
アシエンダ・ナポレスで飼育されていた「麻薬王のカバ」の土着の生態系への影響の評価にも賛否両論が見られた[76][87][89]。

## 外来種をめぐる世界の動き
自然保護が世界的に関心を集め始めた1990年代から、生態系や生物多様性に悪影響を及ぼす存在としての外来種問題が注目されるようになった。
- 1980年：世界自然保護基金（WWF）・国際自然保護連合（IUCN）・国連環境計画（UNEP）が発表した「世界環境保全戦略」のなかで外来種の侵入について触れる。
- 1992年：生物多様性条約の第8条にて、外来種の制限、規制の概念が持ち込まれる。
- 1999年：生物の多様性に関する条約（カルタヘナ議定書）にて、生物多様性の保全を図る中で、遺伝子組み換え植物の移入規制の検討が盛り込まれる。
- 2000年：国際自然保護連合（IUCN）の種の保全委員会（SSC）が「世界の侵略的外来種ワースト100」を発表する。
- 2002年：ラムサール条約締結国会議で、侵入種の脅威に対する決議が行われる。

### アメリカ合衆国
連邦法であるレーシー法（Lacey Act）が外来種の流通を規制しているほか、各州の野生動物法でも外来種を規制して対策にあたっている。

### ヨーロッパ
各国の国内法によって外来種対策が義務化されているが、域内自由経済圏であるEUの出現にともない外来種の管理が難しくなっているという側面もある。

### 日本
2000年以前の日本では、外来種問題に対して以下のような野生動物やペット・家畜などに関係する既存の法律に基づき、各々の法律の範囲内でばらばらに行動しているに過ぎなかった。
- 鳥獣の保護及び管理並びに狩猟の適正化に関する法律（鳥獣保護法）：狩猟鳥獣の狩猟、有害鳥獣の駆除
- 絶滅のおそれのある野生動植物の種の保存に関する法律（種の保存法）：生息地保護区の指定区域内への放逐の規制
- 動物の愛護及び管理に関する法律（動物愛護法）：愛護動物の遺棄の禁止、危険動物の管理義務
- 植物防疫法：農林業に関係する生物の検疫
- 家畜伝染病予防法：畜産業に関係する疫病の検疫
- 狂犬病予防法：狂犬病に関係する動物（キツネ、アライグマ、スカンクなど）の検疫
- 感染症の予防及び感染症の患者に対する医療に関する法律（感染症法）：人に関係する疫病対策（とくにサル類の検疫）
- 内水面漁業規則：外来水生生物（ブラックバス、ウチダザリガニなど）の移植規制
- ワシントン条約による検閲：絶滅の恐れのある一部の生物の商業取引の規制

これらの法律は生物多様性へのリスクなどを考慮して外来種問題への具体的な対策にあたるには不十分であった。こうした事実上放置に近い状態にあった外来種問題は、2000年代初めににわかに脚光を浴びるようになり、行政・民間の双方で、さまざまな動きが起こり始めた。まず、2000年に環境省の自然環境局に「野生生物保護対策検討会移入種問題分科会」が設置された。1995年に閣議決定した「生物多様性国家戦略」では簡単な扱いにとどまっていた外来種問題も、2002年の「新・生物多様性国家戦略」では外来種による生態系の攪乱を第3の危機として位置付けられた。2003年12月には「移入種対策に関する措置の在り方について（答申）」が中央環境審議会から提出され、外来種を包括的に扱う法律を作ることが求められた。そして、2004年5月27日に特定外来生物による生態系等に係る被害の防止に関する法律（外来生物法）が可決・成立、6月2日に公布され、2005年6月から施行された。この法律では「特定外来生物等専門家会合」および「特定外来生物等分類群専門家グループ会合」で専門の学識経験者の参加のもと、特定外来生物と要注意外来生物を指定し、規制と防除に取り組むことができるようになっている。
地方自治体でも外来種対策に取り組んでいる地域がある。北海道では、絶滅の危機に瀕する生物をリストする「レッドリスト」にちなんで、外来種をその危険性をもとに区分した「ブルーリスト」を作成している。滋賀県では、「ふるさと滋賀の野生動植物との共生に関する条例」によって「指定外来種」を規定して、飼育の届け出義務や放逐の禁止を課している。
また、2008年度に文部科学省が示した中学校理科の学習指導要領に於いて、初めて外来種に関する文言が盛り込まれるようになり、外来種問題が学校教育に取り上げられ始めている。

### ニュージーランド
外来種によって深刻な環境破壊が発生しているニュージーランドは、外来種規制が世界でも最も厳しい国として知られる。まず、生物安全保障法（Biosecurity Act）に基づき不要生物（unwanted organism）を指定し、輸入・流通（国内を含む）・放出がすべて禁止される。さらに、危険及び新生物法（Hazardous Substances and New Organism Act）により、専門の委員会によって承認されなければ、外来種は一切の輸入・所持・放出ができない。これは、アメリカのレイシー法や日本の外来生物法のようなブラックリスト方式とは異なり、ホワイトリスト方式という非常に厳しい制限である。そのため、国内の空港では厳しい検疫を受けることになる。

## 対策
生物多様性条約の第8条h項に「各々の締約国は、生態系、生息地、若しくは種を脅かす外来種の導入を阻止し、又はそのような外来種を制御し、若しくは撲滅すること」と明記されていることからもわかるように、生物多様性を脅かす外来種問題の解決は人間の、そして国の責務になっている。
「外来侵入種によってひきおこされる生物多様性減少防止のためのIUCNガイドライン」によれば、外来種の導入の阻止は最も費用対効果の高い対策であり、外来種の導入によるリスクを最大限考慮するべきという予防原則を提示している。したがって、外来種の輸入や利用を規制し、水際で導入を阻止することが何よりも重要視される。環境省は「（外来種を）入れない、捨てない、拡げない」の外来生物被害予防三原則の実践を一般に呼びかけている。
外来種の導入を未然に防ぐことができず、定着してしまった場合は、外来種をその生態系から完全に取り除く根絶（eradication）と、外来種個体群をその悪影響が問題にならないレベルの密度に抑える管理（control）の2つの方策が検討される。IUCNガイドラインでは、根絶は最良の管理手段であり、とくに定着初期の段階では効果が高いとしている。
根絶や管理のための具体的な手法として、銃やわな、天敵導入、毒物の利用による捕獲・駆除、柵などの移動制限が挙げられる。オーストラリアでは、外来種のウサギを駆除するため、致死性の粘液腫ウイルスの導入が行われたことがあるが、ウサギの耐性獲得とウイルスの弱毒化変異により失敗した。
一度定着した侵略的な外来種を根絶することは非常に難しいが、面積の狭い地域では根絶に成功した事例がいくつかある。日本では南西諸島の島々に拡大したウリミバエに対して20年以上の歳月をかけて不妊虫放飼法と駆除を併用することで根絶を達成した。また、1999年から開始した小笠原の聟島列島の聟島、媒島、嫁島に生息するノヤギの排除事業は、柵への追い込みと射殺により2002年までに完全な排除に成功し、ほかの近隣の島々でも進められている。外来海洋生物の根絶事例は、世界でもオーストラリアの閉鎖的な港（マリーナ）におけるイガイダマシの駆除の一例のみである。
外来種の駆除のやり方として、食べることで駆除するいわゆる「食べて駆除」が行われる事例もある。ブラックバス、カミツキガメ、他にも対象はウチダザリガニ（シグナルクレイフィッシュ、レイクロブスター）、アメリカザリガニ、クビアカツヤカミキリ、ジャンボタニシ（スクミリンゴガイ）など。
上記の通り、現状の生態系の構成員として機能し得る外来種を強制的に排除することで在来種にも間接的に悪影響を及ぼしかねない可能性も指摘されている。

## 日本の主な外来種
以下は、日本国内に実際に導入されて定着している外来種の一部のリストである。

### 動物

#### 哺乳類
- アカゲザル、アムールハリネズミ、アライグマ、キョン、タイワンザル、タイワンリス、チョウセンイタチ、チョウセンシマリス、ヌートリア、ノヤギ、マスクラット、ハクビシン、フイリマングース、ミンク、 イエイヌ、 イエネコ、クマネズミ、ドブネズミ、ハツカネズミ
- 国内外来種：イノシシ（北海道東部の一部、千葉県、沖永良部島、慶良間諸島、小笠原諸島）、テン（北海道、佐渡島）、ニホンイタチ（北海道、三宅島、八丈島、青ヶ島、琉球諸島の一部）、ニホンジカ（各地の島）

#### 鳥類
- インドクジャク、カササギ、ガビチョウ、カワラバト（ドバト）、コウライキジ、コジュケイ、コブハクチョウ、コリンウズラ、シラコバト、ソウシチョウ、ベニスズメ、ワカケホンセイインコ

#### 爬虫類
- カミツキガメ、 グリーンアノール、タイワンハブ、タイワンスジオ、ミシシッピアカミミガメ（ミドリガメ）
- 国内外来種：オキナワキノボリトカゲ（九州南部）、サキシマハブ（沖縄本島）、ヒバカリ（伊豆諸島）、ミナミヤモリ（八丈島など）

#### 両生類
- アフリカツメガエル、ウシガエル、オオヒキガエル、シロアゴガエル、チュウゴクオオサンショウウオ
- 国内外来種：アカハライモリ（八丈島）、トノサマガエル（北海道、対馬）、ニホンヒキガエル（北海道、佐渡島、伊豆大島、新島、三宅島、八丈島）、ヌマガエル（関東地方）、ミヤコヒキガエル（沖縄本島）、モリアオガエル（伊豆大島）

#### 魚類
- アオウオ、アメリカナマズ、オオタナゴ、カダヤシ、カラドジョウ、カラドンコ、カワイワシ、カワスズメ、カワマス、キクチムツ、グッピー、コウライオヤニラミ、コウライギギ、コクレン、ソウギョ、タイリクスズキ、タイワンキンギョ、チョウセンブナ、ニジマス、ハクレン、タイリクバラタナゴ、ヒレナマズ、ブラウントラウト、ブラックバス（オオクチバス、コクチバス）、ブルーギル、ペヘレイ、ヨコシマドンコ、雷魚(カムルチー、タイワンドジョウ、コウタイ)、レイクトラウト、ロングイヤーサンフィッシュ
- 国内外来種：コイ（各地）、ゲンゴロウブナ（ヘラブナ）（各地）、モツゴ（各地）、カネヒラ（各地）、フクドジョウ（福島県等）、ナマズ（各地）、ギギ（各地）、ワカサギ（各地）、ヒメマス（各地）、オヤニラミ（東京都等）など

#### 節足動物
- アオマツムシ、アカボシゴマダラ、アメリカシロヒトリ、アメリカザリガニ、アルゼンチンアリ、イッカククモガニ、ウチダザリガニ（タンカイザリガニ）、クロガケジグモ、クワガタムシ類（オオヒラタクワガタなど）、ゴキブリ類（クロゴキブリ・チャバネゴキブリ・ワモンゴキブリなど）、コナジラミ類（オンシツコナジラミなど）、スジアカクマゼミ、クビアカツヤカミキリ、ムネアカハラビロカマキリ、セアカゴケグモ、セイヨウオオマルハナバチ、チチュウカイミドリガニ、チリカブリダニ、チャイロネッタイスズバチ、ベダリアテントウ、ホソオチョウ、ルビーロウカイガラムシ、ソテツシロカイガラムシ、ヤンバルトサカヤスデ、ワタフキカイガラムシ、ワラジムシ
- 国内外来種：カブトムシ（北海道、伊豆諸島、沖縄諸島）、サツマゴキブリ（伊豆諸島、小笠原諸島など）、アマミサソリモドキ（八丈島）

#### 節足動物以外の無脊椎動物
- アフリカマイマイ、イガイダマシ、オオマリコケムシ、オオミスジコウガイビル、カサネカンザシ、コウロエンカワヒバリガイ、コモチカワツボ、サキグロタマツメタ、サカマキガイ、スクミリンゴガイ、チャコウラナメクジ、ニューギニアヤリガタリクウズムシ、ホンビノスガイ、ミドリイガイ、ムラサキイガイ、ヤマヒタチオビ

### 植物
- アメリカオニアザミ、アレチウリ、イチビ、エゾノギシギシ、オオカワヂシャ、オオキンケイギク、オオハンゴンソウ、オオブタクサ、オランダガラシ、カミツレモドキ、キクイモ、ギンネム、ゲンゲ、シナダレスズメガヤ、ショクヨウガヤツリ、シロツメクサ、セイヨウタンポポ、セイタカアワダチソウ、ナガエツルノゲイトウ、ネバリノギク、ハリビユ、ハルジオン、ヒメムカシヨモギ、ブタクサ、ホテイアオイ、ミズヒマワリ、ムシトリナデシコ、モウソウチク、ランタナ、ルピナス、ヨウシュヤマゴボウ、ワルナスビ
- 国内外来種：アカギ（小笠原諸島）、ガジュマル（小笠原諸島）

## 日本国外で外来種となる日本産の生物
日本では日本国外の動植物が外来種として意識されるが、日本国外では逆に日本産の動植物が外来種として問題となっている事例もある。外来種として日本から海外に侵出して定着した日本産の動植物のうち、生態系や第一次産業に大きな影響を及ぼしている生物を以下に挙げる（カッコ内は大きな影響の出ている地域）。

### 動物（日本産の生物）
- アカオビシマハゼ（オーストラリア）
- オオスズメバチ（アメリカ）

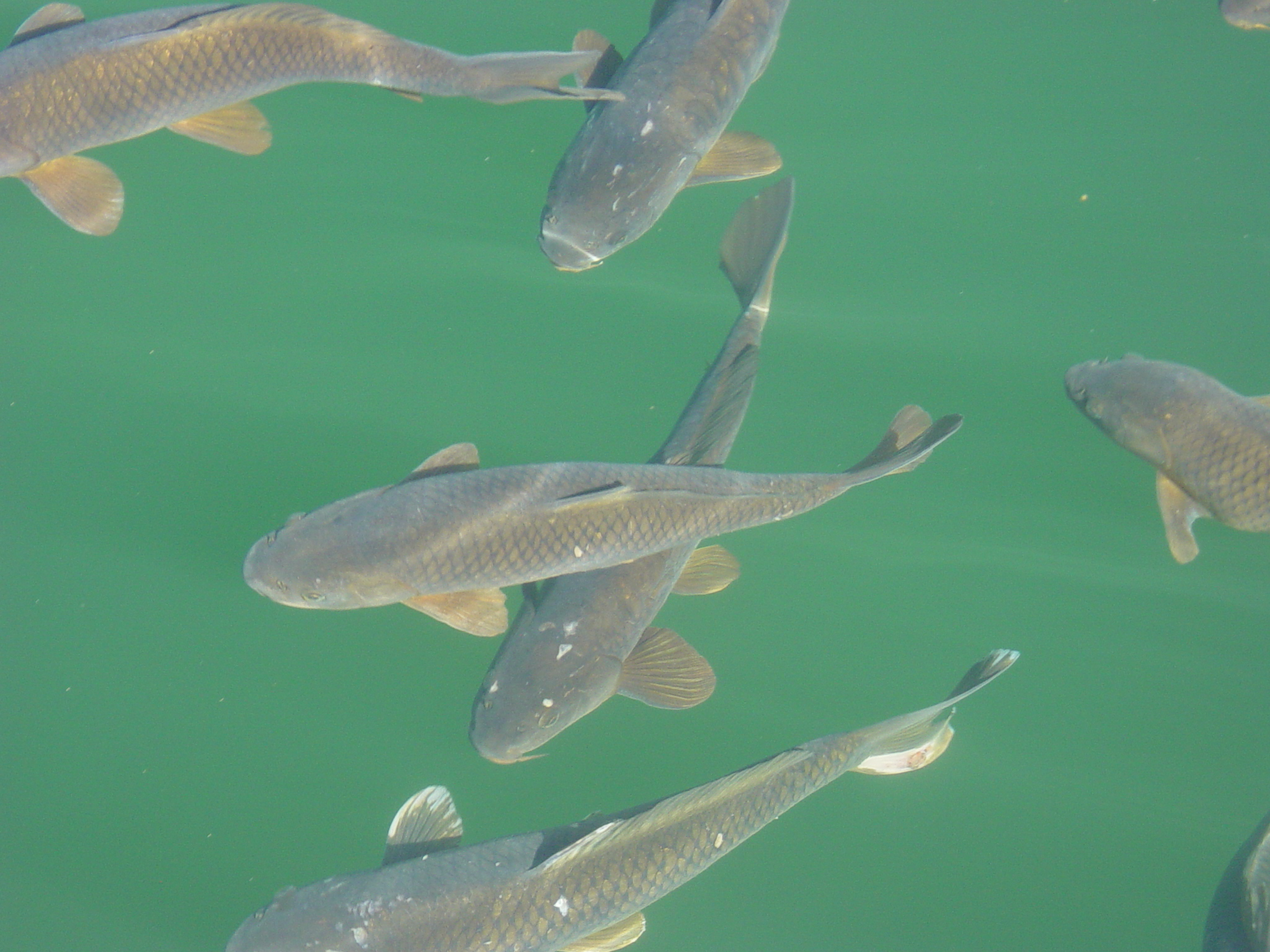
コイ Cyprinus carpio
（アメリカ、ユタ州、パウエル湖）

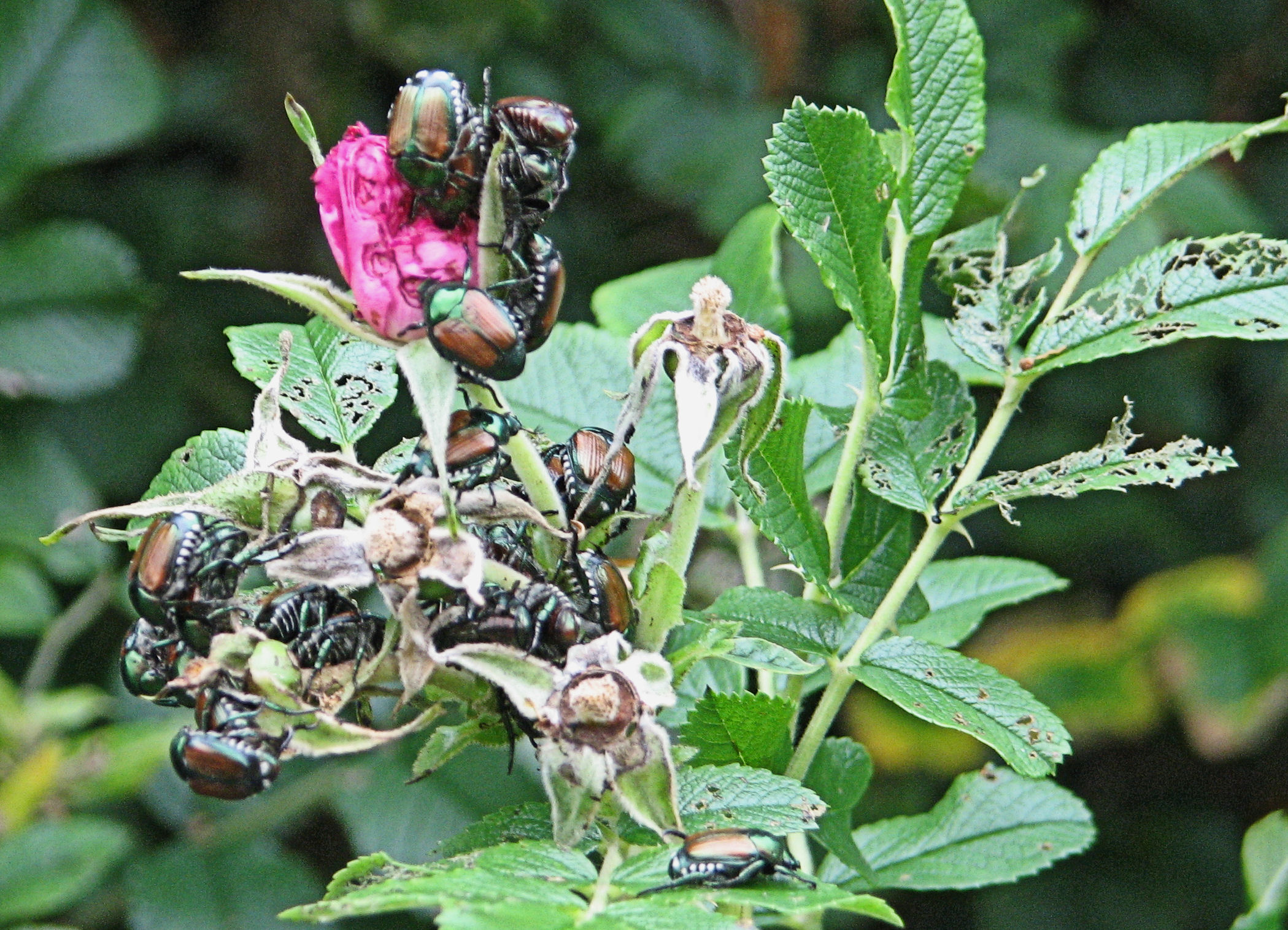
マメコガネ Popillia japonica
（カナダ、オンタリオ州、オタワ）

- オオハリアリ（アメリカ、ニュージーランド）
- カブトムシ（東南アジア、特に台湾）
- キヒトデ（オーストラリア）
- キンギョ（アメリカ）
- クロヨシノボリ（ペルシャ湾）
- コイ (錦鯉)（北アメリカ）
- ゴマダラカミキリ（北アメリカ）
- スズキ（オーストラリア）
- タヌキ (ホンドタヌキ)（ヨーロッパ）
- ナミアゲハ（ポリネシア、ハワイ諸島）
- ニホンジカ（アメリカ、ヨーロッパ）
- ヌマコダキガイ（北アメリカ）
- ヒトスジシマカ（北アメリカ）
- ホソウミニナ（アメリカ）
- マイマイガ（北アメリカ）
- マハゼ（オーストラリア）
- マメコガネ（北アメリカ、欧州）
- ミミズ (フキソクミミズ、ハタケミミズ)（アメリカ）

### 植物（藻類を含む）
- アケビ（北アメリカ）
- イシミカワ（北アメリカ）
- イタドリ（ヨーロッパ、北アメリカ）
- クズ（北アメリカ）
- ススキ（南北アメリカ）
- スイカズラ（北アメリカ）
- トクサ（オーストラリア）

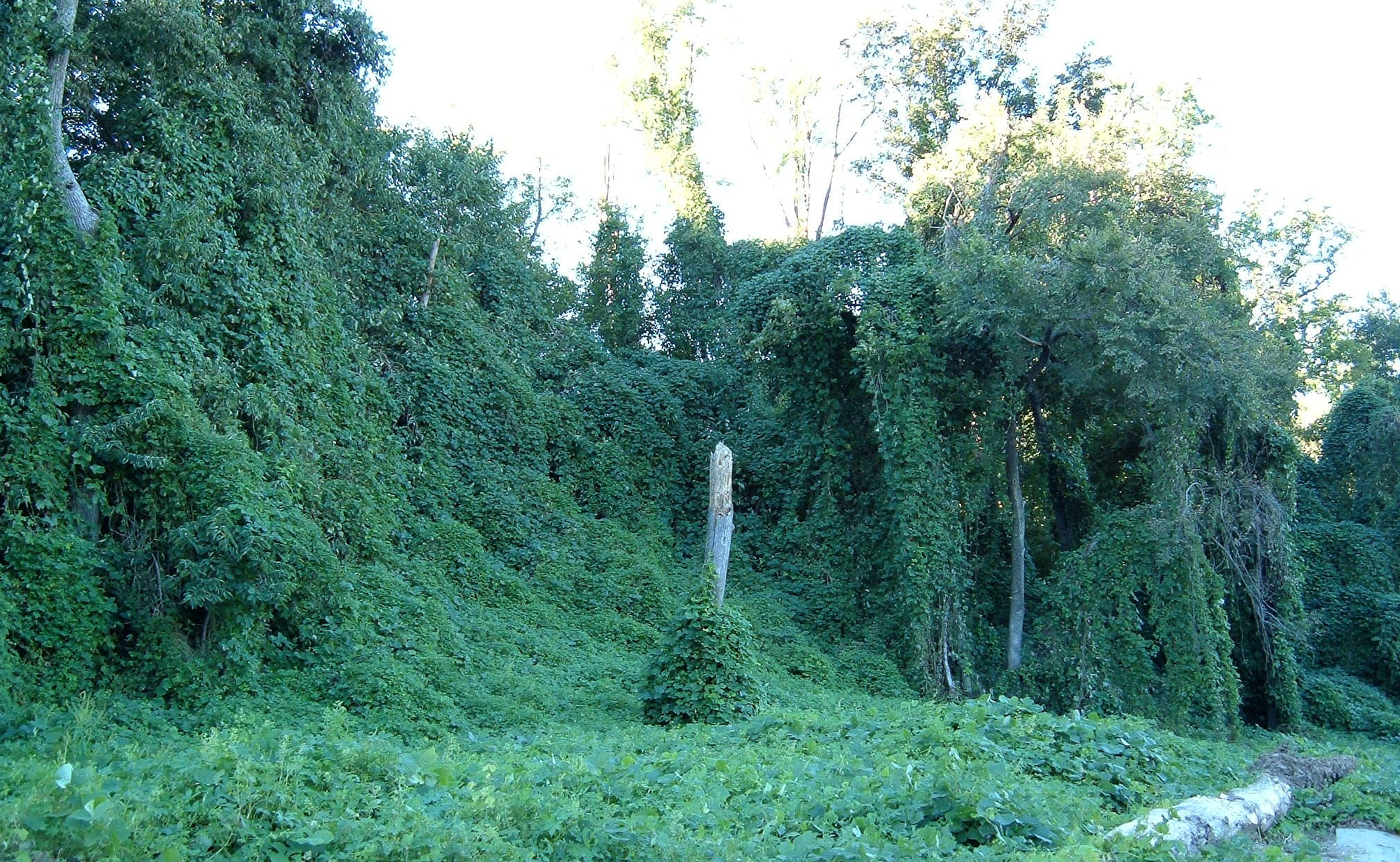
クズ Pueraria lobata の大群落（アメリカ、ジョージア州、アトランタ）

- ワカメ（ヨーロッパ、ニュージーランド、オーストラリア）